# オマハ (ネブラスカ州)
オマハ（英: Omaha[ˈoʊməhɑː]）は、アメリカ合衆国中西部のネブラスカ州東端部に位置する都市である。シカゴとデンバーのほぼ中間に位置し、その市域はアイオワ州との州境になっているミズーリ川の西岸に広がっている。人口は486,051人（2020年国勢調査）で、ネブラスカ州では最大、全米でも第39位の規模である。オマハに郡庁を置くダグラス郡を中心に、ミズーリ川をはさんでネブラスカ・アイオワ両州の8郡にまたがり、対岸のアイオワ州カウンシルブラフスを含む都市圏は967,604人、この都市圏にフリーモント小都市圏を加えた広域都市圏は1,004,771人（いずれも2020年国勢調査）の人口を抱えている。
オマハは1854年にミズーリ川の渡津に創設され、ネブラスカ準州の準州都が置かれた。初期はカウンシルブラフスからミズーリ川を渡るローン・スター・フェリーという渡し船の存在によって「西部への玄関口」と呼ばれ、やがてユニオン・パシフィック鉄道の起点となり、大陸横断鉄道の連節点として発展した。19世紀末から20世紀初頭にかけては、仲買・卸売業や精肉業で発展する一方で、違法ギャンブルや売春がはびこり、人種間の緊張が高まり、政界のボスとその配下の市長、および犯罪集団の癒着もあり、治安が悪化した。20世紀中盤には、シカゴをしのぐ精肉業の中心地となったが、その後低迷した。しかし、1980年代からダウンタウンを立て直し、1990年代に地域経済構造を多角化し、その後は再び成長へと向かっている。今日では、オマハは「オマハの賢人」ことウォーレン・バフェット率いるバークシャー・ハサウェイをはじめ、フォーチュン500に入る企業が4社本社を置き、電気通信などのハイテク産業やバイオマスエタノールといった新しい産業も生まれてきている、中西部経済の一角を担うビジネス都市としての地位を確立している。
また、オマハは教育・文化の中心地でもある。オマハには州随一の私立大学であるクレイトン大学をはじめ、6校の4年制大学とネブラスカ大学の医学校がキャンパスを構えている。スミソニアン協会の提携博物館でもあるダーラム博物館や、ジョスリン美術館、全米最大級のコミュニティ・シアターであるオマハ・コミュニティ・プレイハウス、世界有数の動物園であるヘンリー・ドーリー動物園など、文化施設も豊富で、ニューヨーク・タイムズなど、他地域の有力紙でも取り上げられている。メンズ・カレッジ・ワールドシリーズが開催されるのも、このオマハである。

## 歴史

### 前史

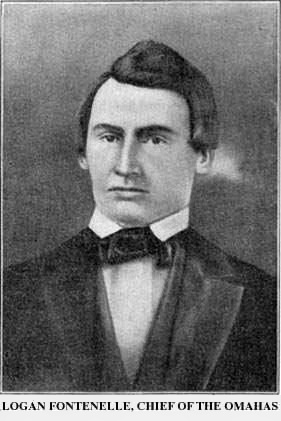
ローガン・フォントネル

今日のオマハ市があるこの地には、ヨーロッパ人が入植する以前には様々なネイティブ・アメリカンの部族が住んできた。17世紀には、この地にはのちに市名の由来となったオマハ族をはじめ、17世紀初頭にオハイオ川下流域からこの地に移住してきたスー語族系のポンカ族や、ポーニー族、オト族、ミズーリ族、およびアイオワ族が住んでいた。「オマハ」という語は「断崖絶壁の上に住む民」を意味した。
1804年、ルイス・クラーク探検隊はその旅程の中でこの地を通り、7月30日から8月3日まで、現在のオマハ市から北へ約30km、カウンシルブラフ（後のアトキンソン砦、現在のアイオワ州カウンシルブラフス市とは別物）でオト族およびミズーリ族の酋長と会合した。その後、そのすぐ南の地域にはリサ砦（1812年）、アトキンソン砦（1819年）カバンネの交易所（1822年）、フォントネルの交易所（1823年、現ベルビュー市）と、アメリカ人の毛皮交易所が次々と建てられた。ジョン・ジェイコブ・アスターのアメリカ毛皮会社が毛皮取引を独占するまで、毛皮取引業者は熾烈な競争状態に置かれていた。また1846年には、2,500人のモルモン教徒が、ロッキー山脈へと向かう道中に、この地にカトラーズパークという名の宗教都市を創った。この入植地は長くは続かなかったが、後年の開発の礎になった。
その後、ネブラスカの先住民は連邦政府と26にのぼる条約を締結し、その土地を少しずつ合衆国に割譲していった。現在のオマハ市を含む、州中東部の土地の大部分は1854年にオマハ族から割譲された。この条約の締結にあたって重要な役割を果たしたのが、オマハ族の通訳で、フランス系とオマハ族の血を引くローガン・フォントネルであった。

### 開拓時代のオマハ

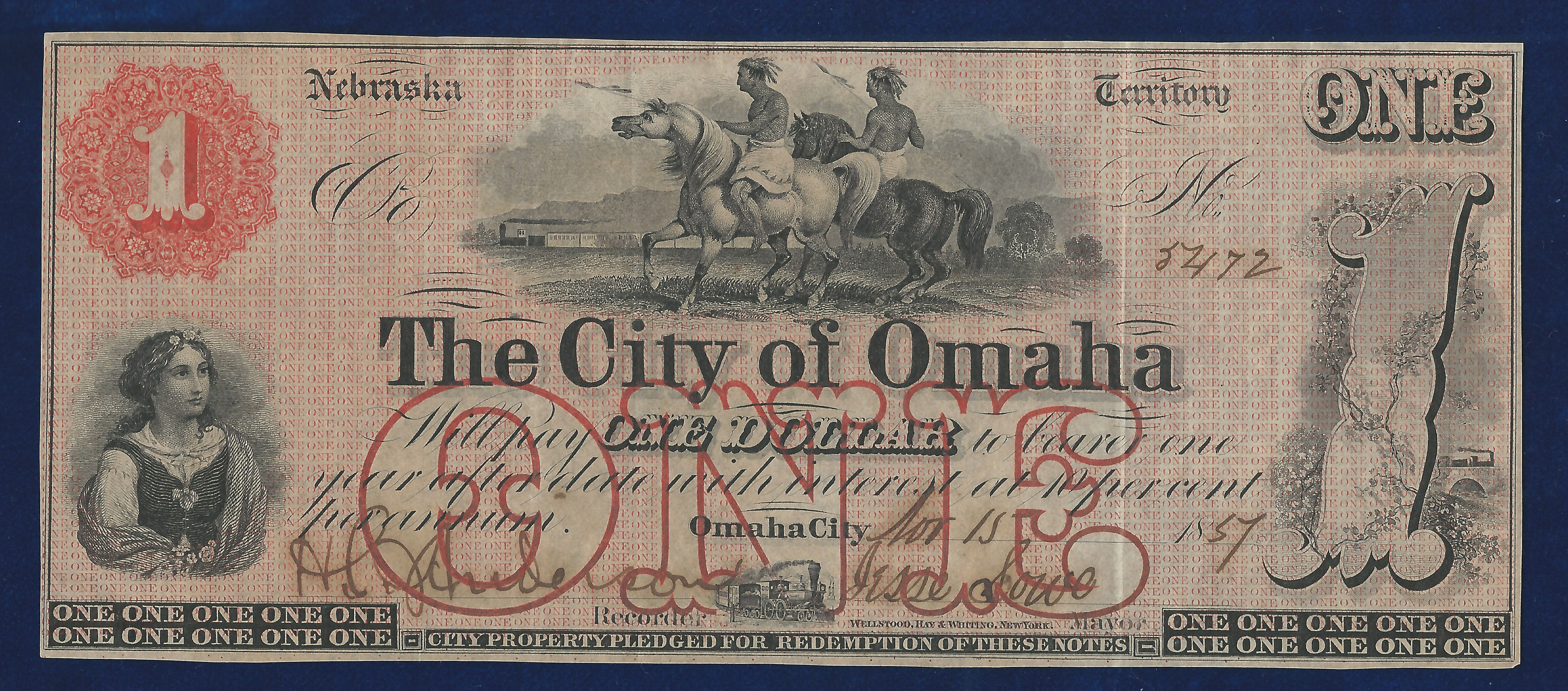
1857年、ネブラスカ準州会議事堂の建設費用に充てるために初代オマハ市長ジェシー・ロウが発行した1ドル銀行券

ネイティブ・アメリカンの土地への入植が合法化されるよりも以前から、オマハ開拓の第一人者と言われるウィリアム・D・ブラウンは、アイオワ州カウンシルブラフスからミズーリ川を渡るローン・ツリー・フェリーという渡し船を運航していた。カウンシルブラフスからオマハへ移入する権利の主張の高まりは、1854年のカンザス・ネブラスカ法可決の予兆となった。同年7月4日、キャピタル・ヒルでのピクニックにおいて、オマハは非公式に創設された。その後間もなく、土地の所有権を主張する者や、オマハ創設の父たちの土地に侵入する者たちの自警組織としてオマハ・クレーム・クラブが結成された。そういった者たちの得た土地の一部は、後にネブラスカ準州会議事堂の誘致に使われ、現在ではオマハのダウンタウンになっている、当時スクリプタウンと呼ばれた地区になった。準州会議事堂はオマハに建てられたが、1867年にネブラスカが州に昇格すると、州都は南西へ80km離れたリンカーンに移された。その後1870年、連邦最高裁判所は、ベイカー対モートン裁判において、オマハ・クレーム・クラブ側の行為の違法性を認める判決を出した。
オマハ創設の父たちの多くはダグラス・ハウス、もしくはコッツェンズ・ハウス・ホテルに寝泊まりしていた。初期の開拓者たちは、1858年にネブラスカ準州議会の認可によって造られたプロスペクト・ヒル墓地に、その後の南北戦争、米西戦争の戦没者たちと共に眠っている。また、パイオニア・カレッジ・パーク、およびスピリット・オブ・ネブラスカズ・ウィルダネス・パークの2つの彫刻公園は、オマハ開拓の歴史を現代に伝えている。

### 大陸横断鉄道とストックヤード

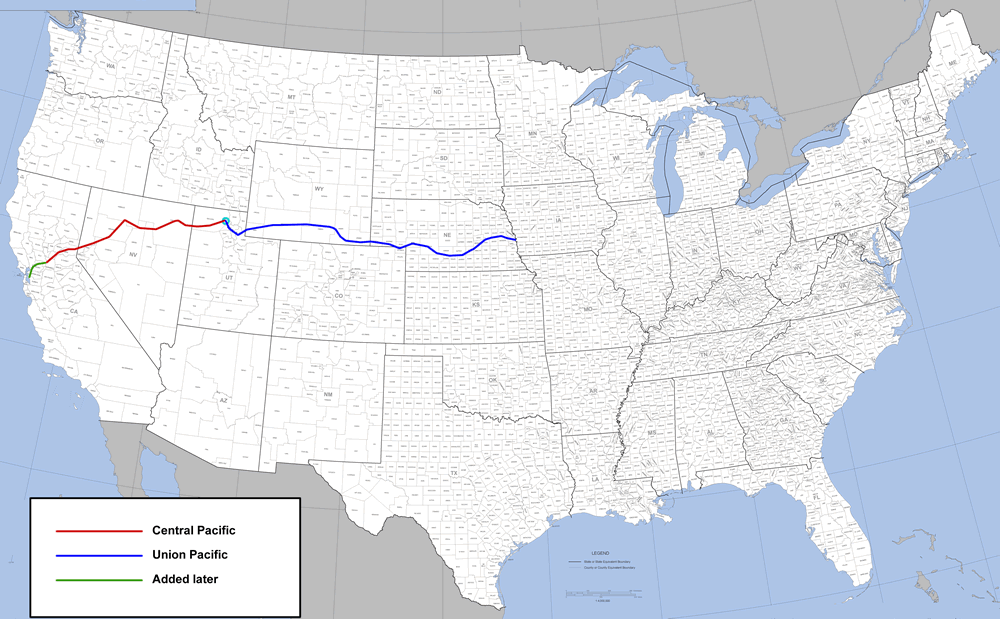
オマハからサクラメントへの大陸横断鉄道の経路。青線がユニオン・パシフィック鉄道。

オマハはその初期から、陸路、およびミズーリ川を遡る水路の両方において、西部へと向かう交通の要衝となり、仲買・卸売業地区もできて、経済が発展した。1862年、オマハから西へ向かうユニオン・パシフィック鉄道の建設が連邦議会に認可され、翌1863年に着工した。着工から6年後の1869年に、ユニオン・パシフィック鉄道はユタ準州プロモントリーサミットで、カリフォルニア州サクラメントから東へと向けて建設が進められていたセントラル・パシフィック鉄道と接続し、全米初の大陸横断鉄道として開通した。
オマハ市史において、大陸横断鉄道と並んで重要なのが、1883年にサウスオマハ地区に完成したユニオン・ストックヤードである。ユニオン・ストックヤードの完成から20年の間に、全米5大精肉業者のうちの4社がオマハに拠点を置いた。1950年代には、オマハの労働者人口の半分は精肉業、もしくは食肉加工業に従事していた。19世紀後期から20世紀初頭にかけてのオマハの地域経済成長は、精肉業、卸売業、および鉄道によってもたらされた。
市内の鉄道交通も発展していった。1867年に開業したオマハ馬車鉄道は、市内の至る所に乗客を運んだ。1884年にはオマハ・ケーブル・トラムウェイ会社が開業し、市内にケーブルカーを走らせた。1888年には、オマハ・アンド・カウンシルブラフス鉄道橋梁会社が、ミズーリ川を渡ってオマハ・カウンシルブラフス両市を結ぶダグラス・ストリート橋を架けた。

### 国際博覧会と文化の発展

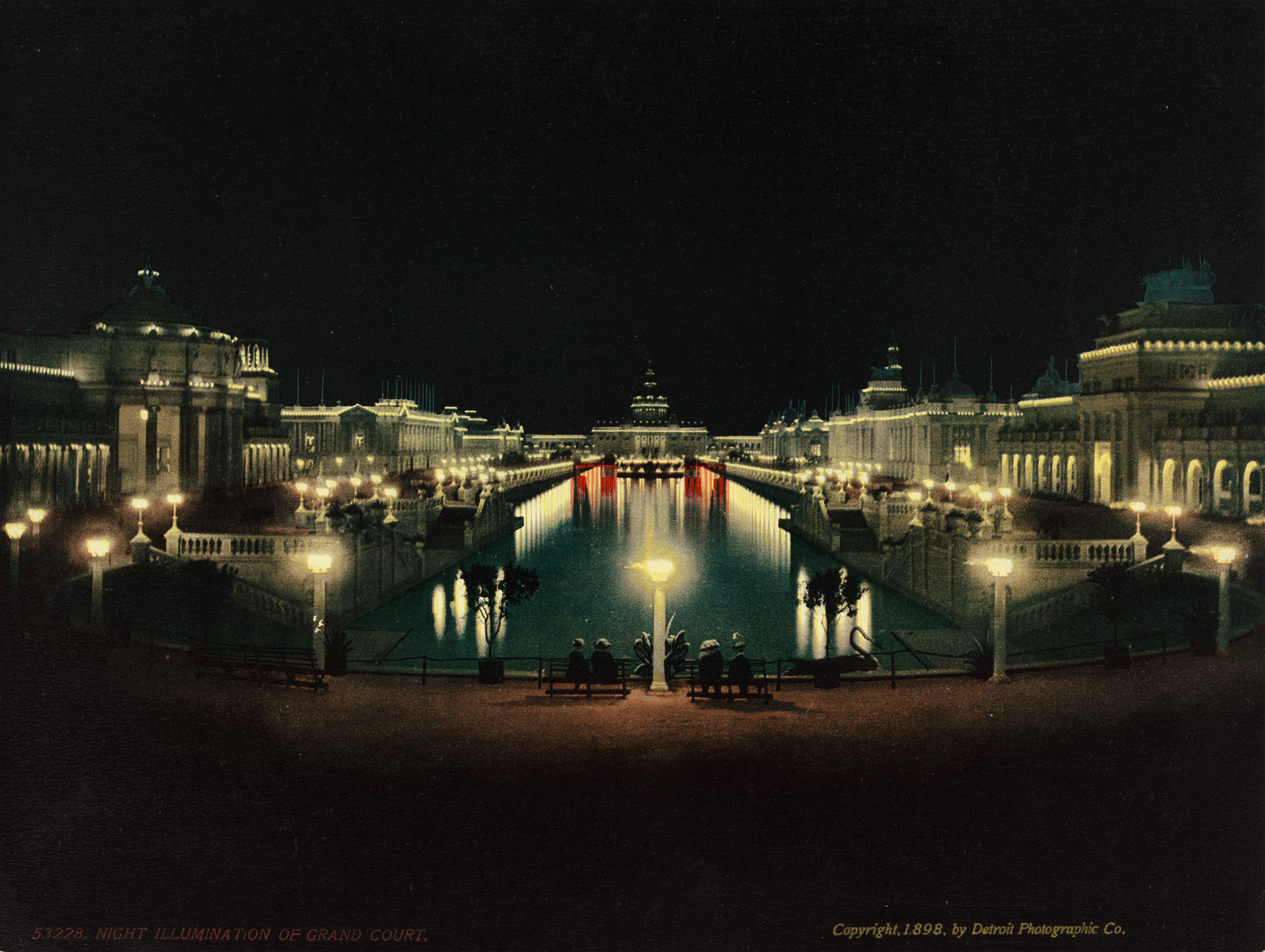
トランスミシシッピ国際博覧会

1893年に開かれたシカゴ万国博覧会の成功を目にしたオマハのリーダーたちは、オマハでもこうした博覧会を開こうと、1898年にトランスミシシッピ国際博覧会を開催した。また、時を同じくして、全米500部族以上の先住民が集まってインディアン会議が開かれた。ノースオマハ地区内、カウンツェプレイス地区のカウンツェ公園およびオマハ・ドライビング公園で行われたこれらのイベントには、あわせて200万人以上が来場した。
1920-50年代にかけて、ノースオマハ地区にはティリー・オルセン、ウォレス・サーマン、ロイド・ハンター、アナ・メイ・ウィルバーンといった創作家が住み、この地区で文化が花開いた。また、1923年にこの地区に建てられたジュエル・ビルディング内のドリームランド・ボールルームでは、カウント・ベイシー、デューク・エリントン、ダイナ・ワシントン、アール・ハインズといった、全米的に名の知れたジャズ歌手・奏者が歌唱・演奏した。

### 人種の多様化と暴力と衝突
鉄道や精肉業等での職を求めてオマハへと集まった移民は、やがて市の至るところにエスニック・エンクレーブを形成していった。アイルランド系はサウスオマハ地区にシーリータウンを作った。サウスオマハにはまた、イタリア系のリトル・イタリーやチェコ系のリトル・ボヘミアも作られていった。一方、ドイツ系はユダヤ系や南部から流入したアフリカ系と共にニアノースサイド地区に住み着いた。とりわけドイツ系は、一時期隆盛を誇ったオマハのビール醸造業の発展に寄与した。19世紀後半に入ると、オマハの上流階級はミッドタウン地区内のゴールドコースト地区やフィールドクラブ地区、ノースオマハ地区内のベミスパーク地区やカウンツェプレイス地区に集住するようになった。彼らは、造園家ホーレス・クリーブランドが設計した並木道で、市域中に広がる公園を巡って回った。

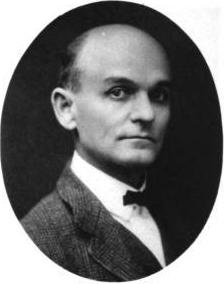
ジェームズ・ダールマン

19世紀末から20世紀初頭にかけてのオマハの治安は悪く、ギャンブルや飲酒、売春が横行した。こうした行為は最初は赤線地区であったバーント地区で、後にスポーティング地区で流行った。1890年頃からオマハを牛耳っていたボス、トム・デニソンの後ろ盾を得ていた犯罪集団は、デニソンの配下で、1906年に市長に就任し、その後8期にわたって務め、「恒久的な」市長とまで呼ばれた、「カウボーイ・ジム」ことジェームズ・ダールマンの庇護下で勢力を伸ばしていた。1881年のミズーリ川大洪水のような自然災害も、この街の暴力を鎮めることはできなかった。1882年に起きたキャンプ・ダンプ・ストライキでは、暴徒化した労働者を鎮圧するために州の民兵が動員され、全米的な注目を集めた。州知事はバーリントン鉄道のスト破り労働者を守るために、近隣のフォート・オマハに駐屯している合衆国陸軍に出動要請をしなければならなくなった。合衆国陸軍は防衛のためにガトリング砲やカノン砲を配備した。このストライキでは死者1人、重軽傷者数人を出した。1891年には、ジョー・コーというアフリカ系の荷物運搬夫が白人の少女を強姦したとして、集団リンチ事件が起きた。1900年には、地元精肉王の15歳の息子、エドワード・クダヒーが誘拐される事件が起こり、全米的な騒動になった。

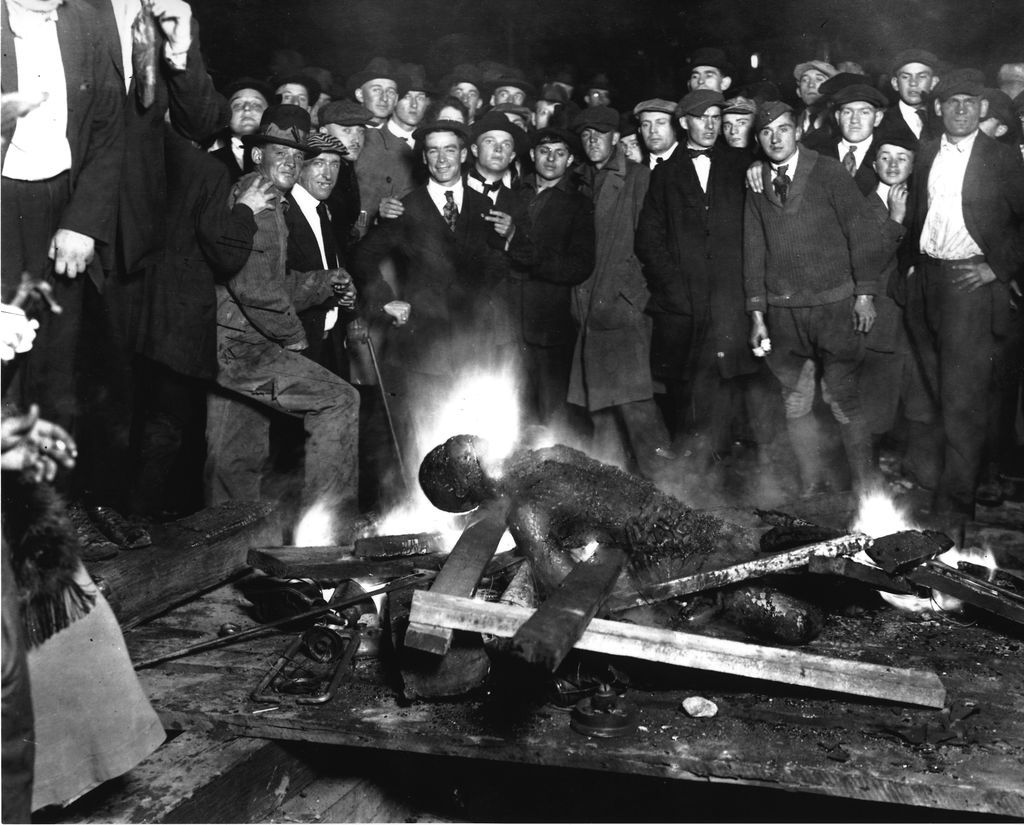
オマハの「赤い夏」暴動でリンチ殺害され、暴徒たちに囲まれた中で焼かれたウィル・ブラウンの遺体

そこに人口の急増、住宅の過密化、そして職を求める競争の激化によって、オマハの人種間・民族間の緊張は高まっていった。20世紀に入る頃には、新しい移民に対する暴力がしばしば疑念や恐怖をもたらした。また、労働闘争が激化するにつれて、オマハの経営者はアフリカ系の労働者をスト破りとして雇用するようになり、これも人種間の緊張を高めることになった。1909年には、警官がギリシャ系住民に殺害されたことへの報復として、3,000人の白人男性・少年がサウスオマハ地区のギリシャ系集住地区で暴動を起こし、集住地区を破壊した。1913年の復活祭の日曜日に起きた竜巻では、ミッドタウン地区の大部分に加えて、市のアフリカ系集住地区の大部分が破壊された。1919年には、「赤い夏」と呼ばれる、全米的に人種暴動が頻発した中で、アフリカ系労働者ウィル・ブラウンが白人女性を強姦したとして、オマハでも暴動が起きた。暴徒はサウスオマハ地区からダグラス郡庁舎へ行進し、囚人をあぶり出すために郡庁舎に火を放ち、100万ドルを超える損害を出した。その後、暴徒はブラウンを吊るして射殺し、最後はその遺体を焼いた。この暴動を鎮圧し、サウスオマハへこれ以上人が集まらないように、そしてノースオマハのアフリカ系住民を守るために、フォートオマハから軍が出動した。
オマハにおける公民権運動は1912年、ミシシッピ川以西では初めて全米黒人地位向上協会の支部がオマハに置かれた時に遡る。1947年には、クレイトン大学で、主に同学の学生とアフリカ系のカトリック信者が集まって、公民権運動団体デポレス・クラブが結成された。1960年代後期になると、ブラックパンサー党が勢力を増し、公民権運動がアフリカ系民族主義へと発展していった。

### 世界恐慌後の地域経済再生と発展

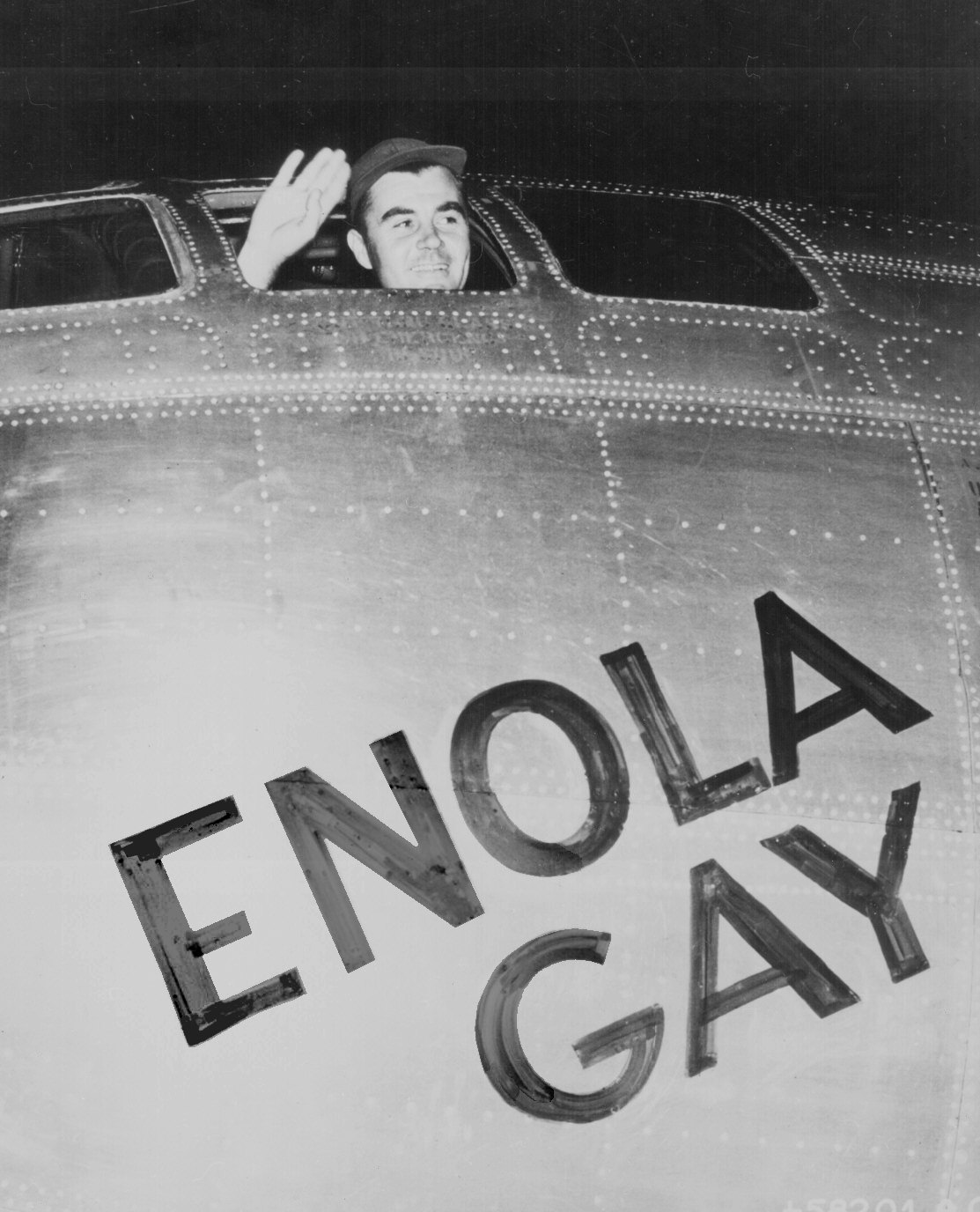
広島市に原子爆弾を投下したエノラ・ゲイはオファット空軍基地で造られた

1929年に始まった世界恐慌の後、オマハの地域経済は軍需産業で盛り返した。1940年、オマハのすぐ南に置かれていたオファット空軍基地にグレン・L・マーティンの工場が置かれ、操業を始めた。この工場では、原子爆弾を広島市に投下した「エノラ・ゲイ」、および長崎市に投下した「ボックスカー」を含む、521機のB-29が製造された。第二次世界大戦の終結後、1948年には戦略航空軍団がオファット空軍基地に移転し、オマハに大きな経済効果をもたらした。
1950年代後半以降、全米各地で州間高速道路の建設が進められ、オマハでもI-80、その支線であるI-480やI-680、およびノース・オマハ・フリーウェイ（国道75号線）といった高速道路の建設が進んだ。これらの高速道路は市の発展を促した一方で、特にノースオマハ地区において、地区社会の分断をもたらした。
1950-60年代にかけて、ウッドメン・オブ・ザ・ワールドやオマハ相互など、40社以上の保険会社がオマハに本社を置いた。1960年代後半には、オマハはハートフォードやニューヨーク、ボストンをしのぎこそしなかったものの、それらの都市に匹敵する保険業の中心地になった。

### 20世紀後半の衰退と再生
1950年代後半に精肉業でシカゴをしのいだオマハであったが、その後1960年代に入ると、それまでオマハの地域経済を支えてきた鉄道と精肉業がともに構造変化の波に遭い、10,000人が職を失った。オマハが地域経済構造を変革させていくのにはしばらく時間がかかった。この打撃を特に大きく受けたのはアフリカ系住民で、その集住地区であったノースオマハ地区においては貧困が広がった。1960年代だけで、ニアノースサイド地区のノース24thストリートでは大規模な人種暴動が3度起こり、地区の経済基盤が破壊され、復興するまでには数十年を要した。1968年4月にマーティン・ルーサー・キング・ジュニア牧師が暗殺されると、その絶望感から、既に貧困層が大多数を占めていたローガン・フォントネル団地をはじめ、ノースオマハ地区で複数の暴動が起こった。

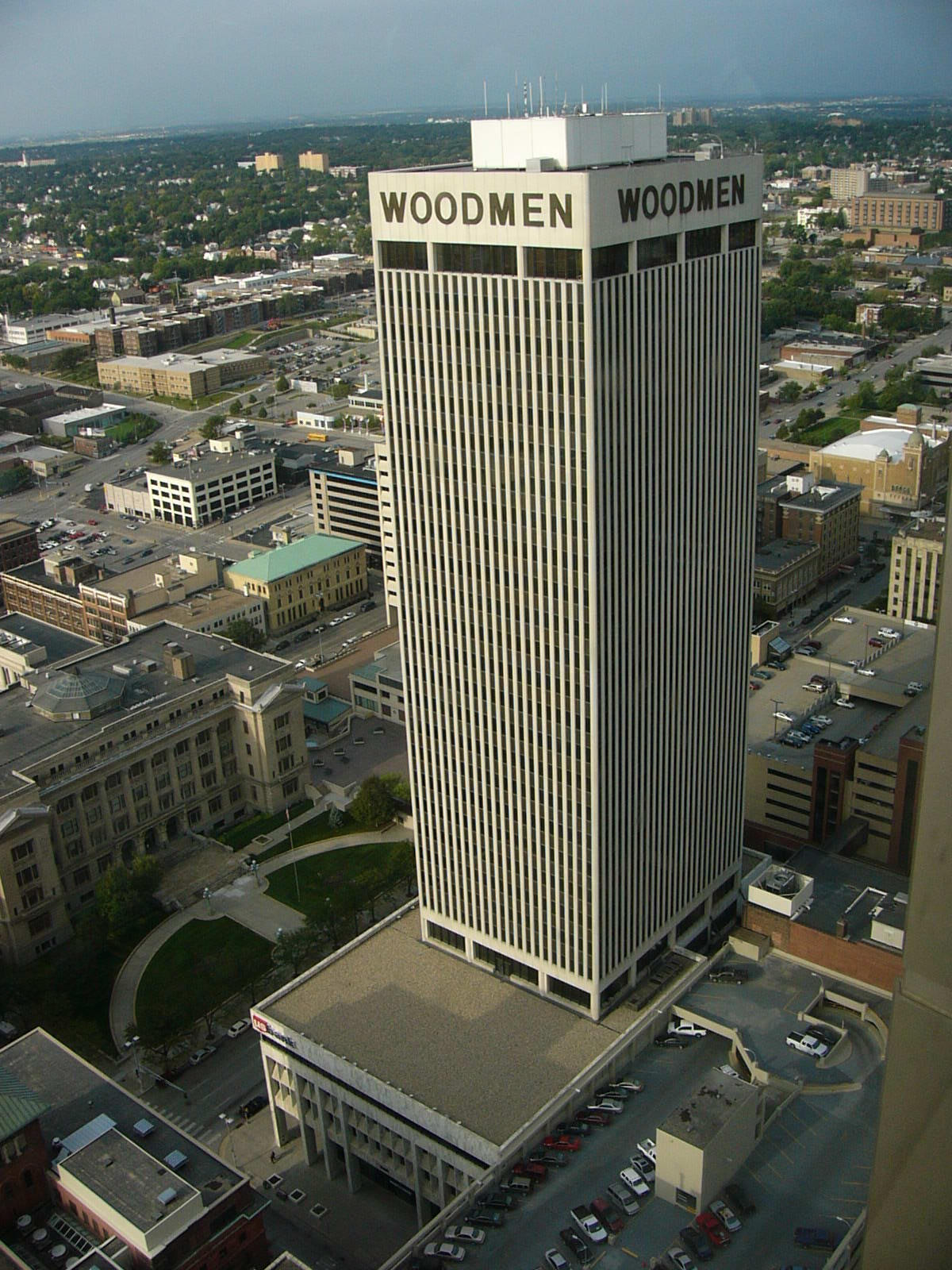
ウッドメン・タワー

1969年、ダウンタウンに30階建て、高さ145.7mのウッドメン・タワーが建てられたのが、オマハ再生ののろしであった。1970年代以降、オマハの市域は西へと広がり、72ndストリートより西のウェストオマハ地区に、白人を中心に人口が集中するようになった。一方、ノースオマハ、サウスオマハの両地区は新しい移民を呼び込み、経済的・人種的に多様性を増していった。また、1970年代後半に入ると、ジーン・レイヒー・モールの設置やオマハ公立図書館の本館であるW・デール・クラーク図書館を皮切りに、ダウンタウンの再開発が始まった。1980年代には、オマハのダウンタウンの果物倉庫がオールド・マーケットというショッピングエリアに生まれ変わった。1989年には、荒廃していた倉庫街、ジョバーズ・キャニオン歴史地区の24棟の建物を取り壊し、跡地にコナグラ・フーズの本社が置かれた。しかし、国家歴史登録財に登録されていた、当時全米最大の歴史地区であったジョバーズ・キャニオン歴史地区を、取り壊しに同意しなければ本社を移転すると脅してまで取り壊させたコナグラ・フーズ社のやり方には批判も多く、これを契機に歴史的建造物保存の機運が高まった。ナッシュ・ブロックなど、周辺の建物のいくつかはコンドミニアムへと姿を変えた。オマハの精肉業隆盛の象徴であったストックヤードは、家畜取引所を除いて取り壊されたが、家畜取引所は1999年に国家歴史登録財に登録され 、多目的ビルへと転用された。
しかし再生が進む一方で、1980-90年代にかけて、少なからぬ企業の本社がオマハから離れていった。エンロンの起源の1つであったノーザン天然ガス会社は1930年にオマハで創業したが、1985年にヒューストン天然ガス会社と合併した後、本社がヒューストンに移された。大手クレジットカード決済会社であったファーストデータは、1971年にオマハで創業したが、オマハからデンバー都市圏へ、そしてアトランタへと移転した。1982年にオマハで創業したバルコムを起源の1つとするイナコムは2000年に倒産した。ノースウェスタン・ベルは1896年の創業以来オマハに本社を置いていたが、1991年にUSウェストに合併され、その本社が置かれているデンバーに移転した。レベル3コミュニケーションズおよびMFSはともに、オマハに本社を置くピーター・キューイット・サンズ社からスピンオフした会社であるが、前者は1998年にコロラド州ブルームフィールドに移転し、後者は1996年にワールドコムに合併され、その本社が置かれていたミシシッピ州クリントンに移転した。

### 21世紀

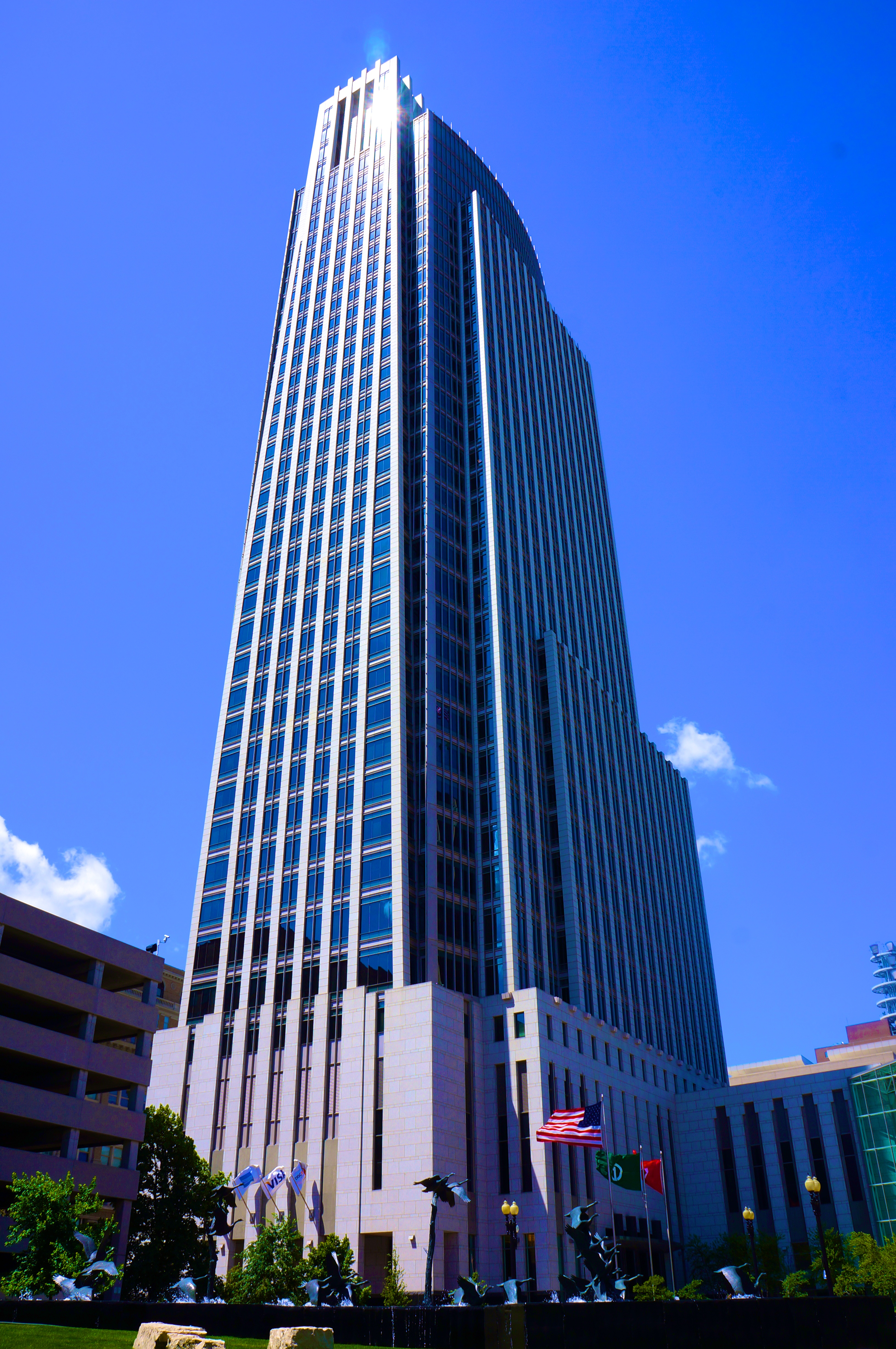
ワン・ファースト・ナショナル・センター

21世紀に入ると、ダウンタウンでは超高層ビルや文化施設の建設が相次いだ。2002年に完成したワン・ファースト・ナショナル・センターは、45階建て、高さ193.3mの超高層ビルで、それまでオマハで最も高いビルであったウッドメン・タワー（前述）をしのいで、オマハで、そしてネブラスカ州内でも最も高いビルになった。2004年には、ユニオン・パシフィック鉄道の新しい本社ビルである、19階建て、高さ96.6m、ガラス張りの高層ビル、ユニオン・パシフィック・センターが完成した。2005年にはジーン・レイヒー・モールのすぐ北にホランド演技芸術センターが開館した。ダウンタウンの北部、クレイトン大学キャンパスの東の、ノースダウンタウンと呼ばれる地区には、スローダウンというライブ音楽会場や、フィルム・ストリームズという映画館、センチュリーリンク・センター・オマハという多目的アリーナが相次いで完成した。センチュリーリンク・センター・オマハの近くには、2011年にTDアメリトレード・パーク・オマハという野球場が完成した。

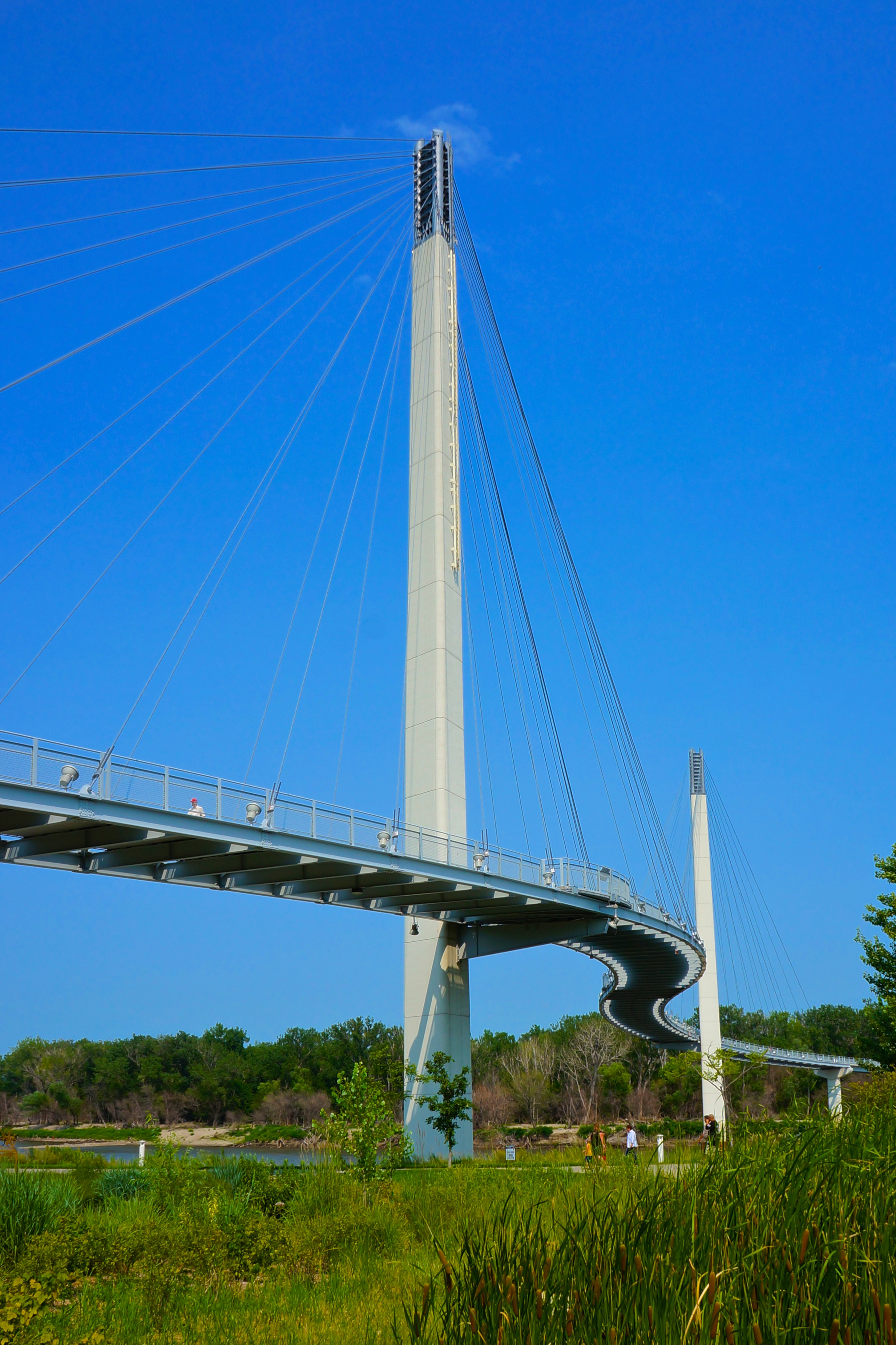
ボブ・ケリー歩道橋

ダウンタウンのミズーリ川ウォーターフロントの開発も進められてきた。2008年には、ミズーリ川に架かる全長914mの歩行者・自転車専用の斜張橋、ボブ・ケリー歩道橋が完成した。この橋のすぐ近くでは、2棟のコンドミニアムから成るリバーフロント・プレイスが開発され、2011年に完成した。また、オマハのウォーターフロント開発が進むにつれて、対岸のカウンシルブラフスでも独自にウォーターフロント開発が進められている。
リバーフロント・プレイスの他にも、ダウンタウンやミッドタウン地区では21世紀に入ってから、コンドミニアムの建設が相次いでいる。ミッドタウン地区においては、アクサーベン（Ak-sar-ben、Nebraska の逆読み）・アリーナの跡地に開発されたアクサーベン・ビレッジや、オマハ相互保険会社が進めているミッドタウン・クロッシング・アット・ターナー・パークといった、コンドミニアムと商業施設を組み合わせた複合型の大型開発が進められてきた。一方、1970年代以降、住宅地として発展してきたウェストオマハ地区では、21世紀に入って、ファースト・ナショナル・ビジネス・パークなどの大型商業地区開発が進められるようになった。

## 地理

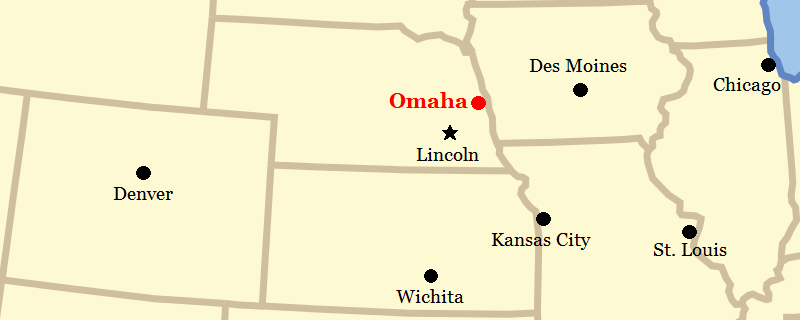
オマハと近隣主要都市との相対的な位置

オマハは北緯41度15分25秒 西経95度56分27秒 / 北緯41.25694度 西経95.94083度に位置している。シカゴとデンバーのほぼ中間にあり、そのいずれからも約800kmである。州都リンカーンからは北東へ約80kmである。ダウンタウンの標高は333mである。
市は中西部のネブラスカ州東部、ミズーリ川の西岸に位置している。ミズーリ川の支流であるプラット川は市の西および南を流れ、南郊のプラッツマウスでミズーリ川に合流する。市内の土地はダウンタウンのみならず、各所で整地され、原地形から大きく変えられている。イーストオマハ地区はミズーリ川の氾濫原に広がっており、三日月湖であるカーター湖が形成されている。ネブラスカ・アイオワ州境はこのカーター湖の部分だけ、1892年に下された連邦最高裁判所の判決により、ミズーリ川の旧流路、つまりカーター湖でひかれている。そのため、カーター湖の南側はアイオワ州の飛地になっており、同州カーターレイク市として法人化されている。また、かつてはカーター湖の北にフローレンス湖があったが、1920年代に干上がった。

オマハ・カウンシルブラフス・フリーモント広域都市圏
オマハ・カウンシルブラフス都市圏
フリーモント小都市圏

アメリカ合衆国国勢調査局によると、オマハ市は総面積338.20km2（130.58mi2）である。そのうち329.16km2（127.09mi2）が陸地で9.04km2（3.49mi2）が水域である。総面積の2.67%が水域となっている。都市圏はダグラス郡を中心に、ネブラスカ州の5郡、およびアイオワ州の3郡にまたがり、その面積は11,287km2（4,358mi2）である。
地理的には、オマハはアメリカ合衆国の「中央部」（Heartland）にあると考えられている。この地域において自然生息地に大きな影響を与える環境的要因には、外来種の植物の蔓延、プレーリーおよびバーオーク疎林の復元、およびオジロジカの個体数のコントロールなどが挙げられる。

### 気候
オマハの気候は蒸し暑い夏と乾燥して寒さの厳しい冬に特徴付けられ、気温の年較差の大きい内陸型の気候となっている。最も暑い7月の平均気温は約25℃、最高気温の平均は約30℃で、日中32℃を超えることは平年で月に10日程度である。最も寒い1月の平均気温は氷点下4℃、最低気温の平均は氷点下10℃で、ほぼ毎日気温が氷点下に下がる。降水量は夏季の5月から8月にかけては多く、月間95-120mm程度、逆に冬季の12月から2月にかけては少なく、月間15-25mm程度である。春季・秋季には月間40-75mm程度である。年間降水量は780mm程度である。また、冬季の12月から3月にかけての月間降雪量は10-15cm、年間降雪量は67cmに達する。ケッペンの気候区分では、オマハは亜寒帯湿潤気候（Dfa）に属する。
|               | 1月  | 2月  | 3月  | 4月  | 5月   | 6月   | 7月  | 8月  | 9月  | 10月 | 11月 | 12月 | 年    |
| ------------- | ---- | ---- | ---- | ---- | ----- | ----- | ---- | ---- | ---- | ---- | ---- | ---- | ----- |
| 平均気温（℃） | -4.7 | -2.2 | 4.2  | 10.9 | 16.8  | 22.3  | 24.8 | 23.7 | 18.7 | 11.8 | 3.8  | -3.3 | 10.6  |
| 降水量（mm）  | 17.8 | 22.9 | 50.8 | 76.2 | 121.9 | 106.7 | 96.5 | 96.5 | 68.6 | 55.9 | 40.6 | 25.4 | 779.8 |
| 降雪量（cm）  | 15.5 | 15.5 | 10.7 | 2.5  | -     | -     | -    | -    | -    | 0.8  | 6.4  | 15.7 | 67.1  |

### 都市概観

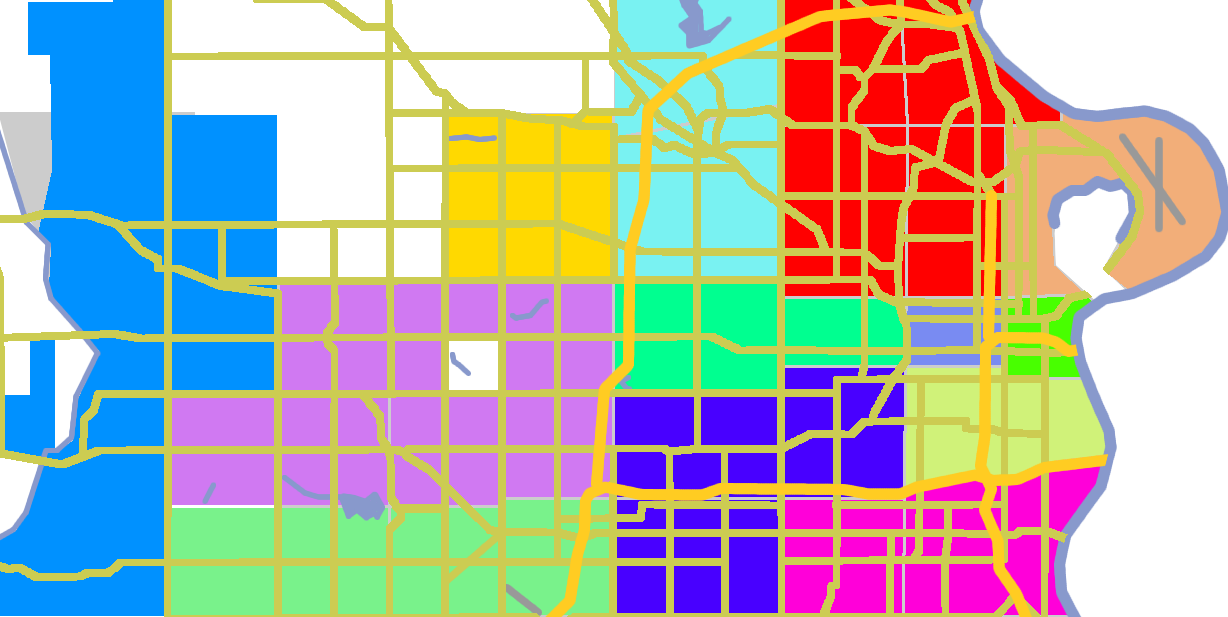
オマハの各地区の位置
ダウンタウン
ミッドタウン
セントラルオマハ
イーストオマハ
ノースオマハ
ノースセントラル
ノースウェスト
サウスオマハ
サウスイースト
サウスセントラル
ウェストオマハ
ミラード
エルクホーン

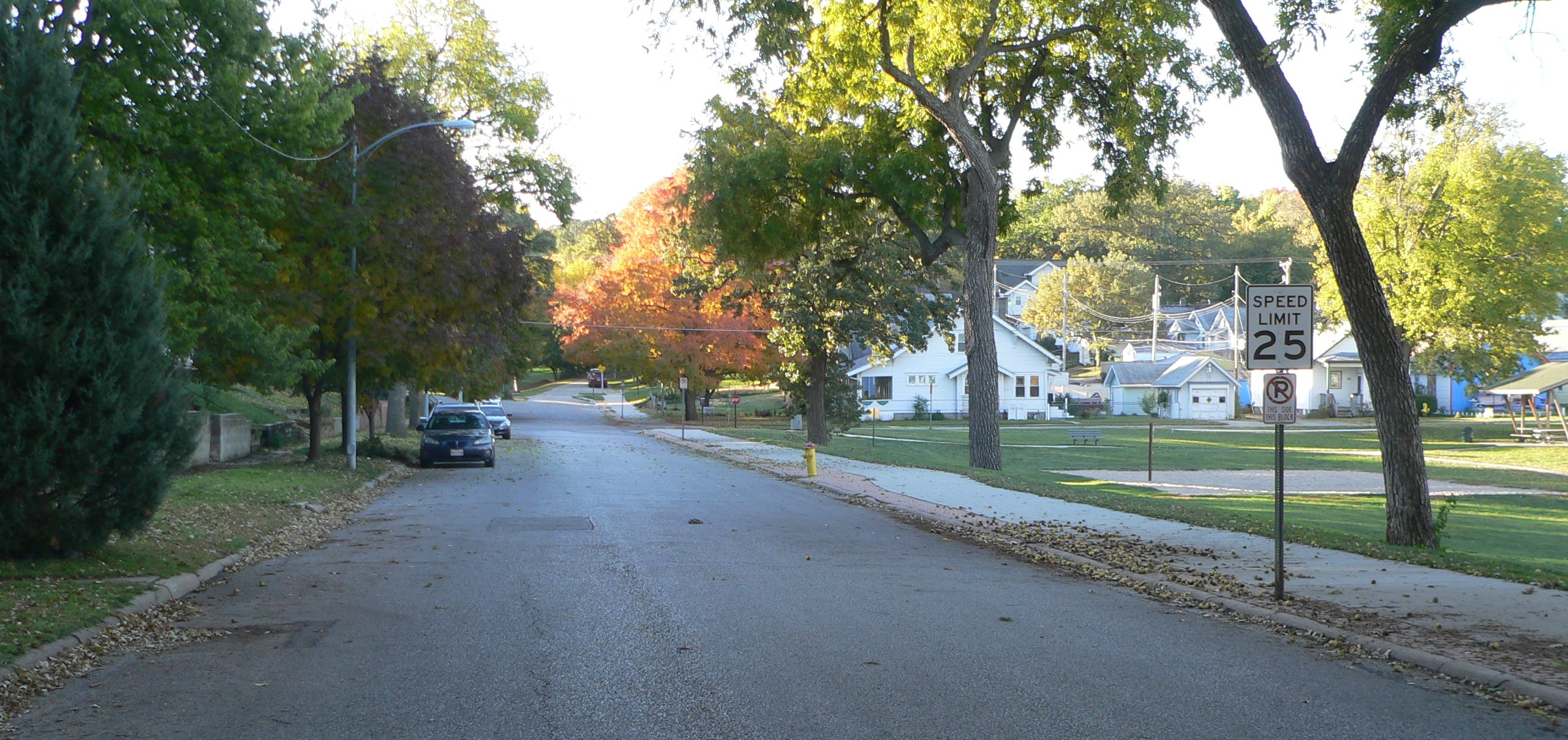
オマハ公園・並木道システムに含まれるターナー・ブールバードとレブンワース公園

オマハの街路は市のほぼ全域にわたって、1マイルあたり12ブロックの密度で整然と区画され、南北それぞれに住居番号がついている。南北に通る通りには数字がついたものが多く、ミズーリ川から離れるほど数字が大きくなる。南北に通る通りはドッジ・ストリート（国道6号線）を境に南（S）と北（N）に分かれる。また、フローレンス・ブールバード、フォントネル・ブールバード、ソレンソン公園道路など、19世紀後半にホーレス・クリーブランドが設計した、公園の美しさと車を運転する上での快適さを兼ね備えた並木道もよく知られている。これらの並木道は、オマハ公園・並木道システムとして、2013年に国家歴史登録財に登録された。

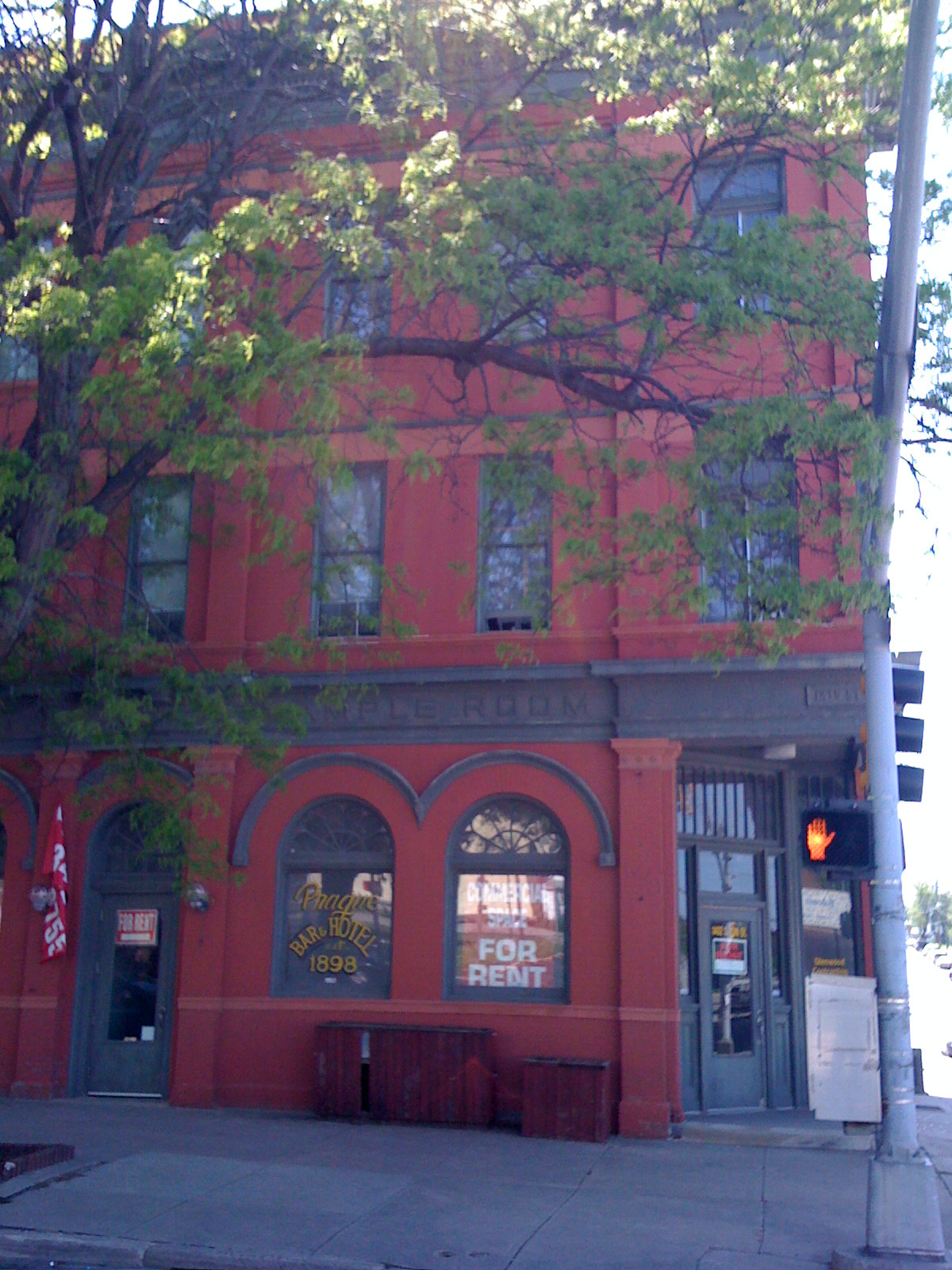
リトル・ボヘミアの中心に建つプラーグ・ホテル（現在はアパート）

上図に示すように、オマハは大きく13の地区に分けられる。また、オマハにはその社会経済的な多様性を反映する、新旧様々な地区および郊外がある。古くは、リトル・イタリー、リトル・ボヘミア、リトル・メキシコ、グリーク・タウンといったエスニック・エンクレーブが形成された。国勢調査のデータによると、1880年のオマハには5つのエスニック・エンクレーブがあったが、1900年には9つに増えている。
20世紀に入ると、オマハはフローレンス、ダンディー、ベンソン等、周辺の自治体や集落を次々と合併していった。また、同じ頃、ダールマンやバーリントン・ロードを含むサウスオマハ全体を合併した。1857年に市史上初めてのイースト・オマハから、最も直近の2005年のエルクホーンに至るまで、オマハは周辺自治体・集落の合併において、常に成長に着目してきた。

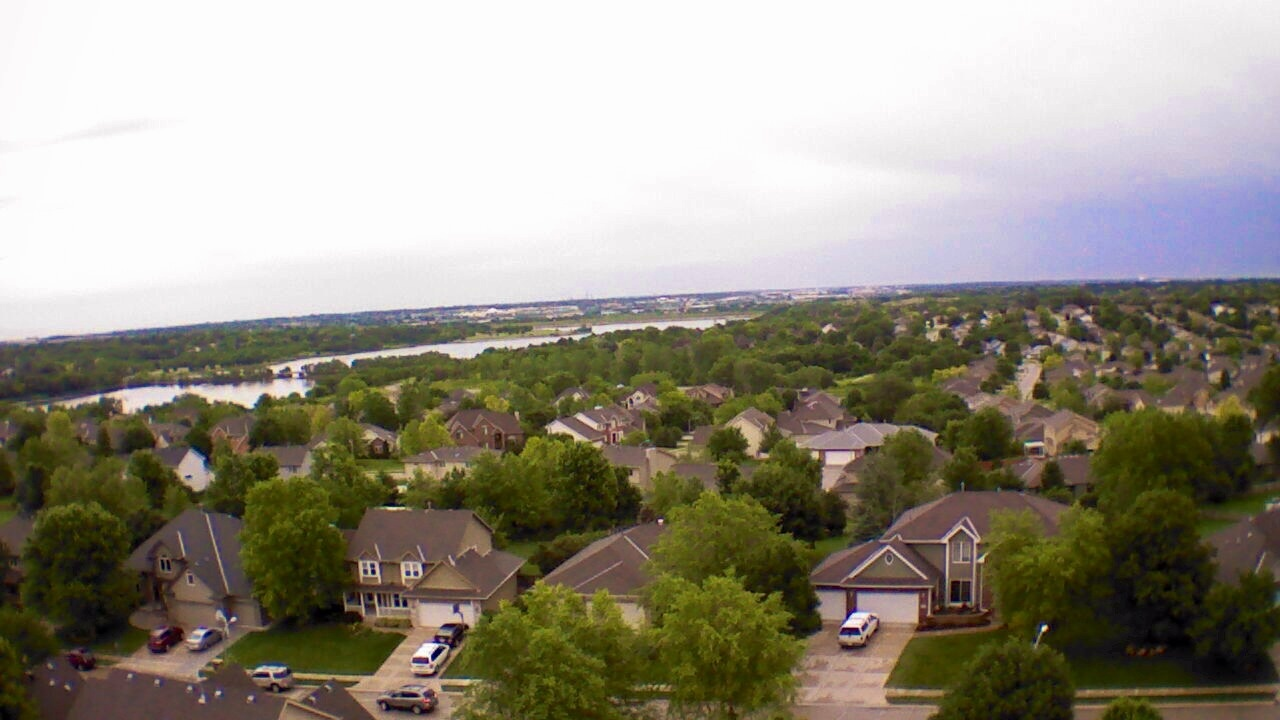
ウェストオマハの住宅街

1950年代以降、高速道路網の発展や住宅地の開発が進み、1960年代に人種間の衝突が高まったことも相まって、白人中流層は郊外のウェストオマハへと流出し、いわゆるホワイト・フライトが起こった。一方、新たにオマハに流入した貧しい者は、ダウンタウンに近い、古い家に住んだ。その中で成功した者は、新しい家を求めて西へと流出した。郊外はゲーテッドコミュニティができたり、エッジシティに発展したりしていった。しかし、1980年代以降、オールド・マーケットやターナー・パーク、ギフォード・パークの再開発や、オマハ鉄道商業歴史地区の指定など、ダウンタウンやミッドタウンの再生が進められるようになった。今日では、オールド・マーケットは国家歴史登録財に登録されている歴史地区であるのみならず、各種店舗や飲食店、ギャラリー等が建ち並ぶ繁華街にもなっている。

### 歴史的建造物の保存

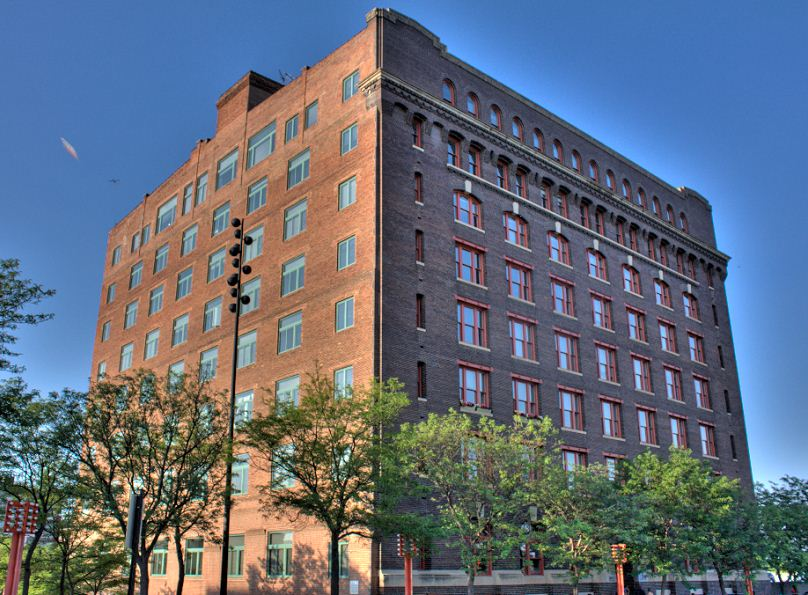
ジョバーズ・キャニオン歴史地区で唯一生き残ったナッシュ・ブロック。現在はグリーンハウスというアパートになっている。

オマハには歴史的建造物が数多く残っている。1989年にジョバーズ・キャニオン歴史地区、および地区内の24棟の歴史的建造物が取り壊されて以来、オマハでは歴史的建造物保存の機運が高まった。ダグラス郡では10ヶ所以上の歴史地区、および150以上の歴史的建造物が国家歴史登録財に登録されている。そのうち、フラナガン神父の少年の家、掃海艇ハザード (AM-240)、およびオマハ・ユニオン駅の3つは国定歴史建造物にも指定されている。また、オマハ市歴史建造物遺産保存委員会（City of Omaha Landmarks Heritage Preservation Commission）は独自にオマハ歴史建造物（Omaha Landmarks）を指定しており、市長や市議会と協働で歴史的建造物の保存にあたっている。このほか、地域の重要な歴史組織としては、ダグラス郡歴史協会などが挙げられる。

## 政治

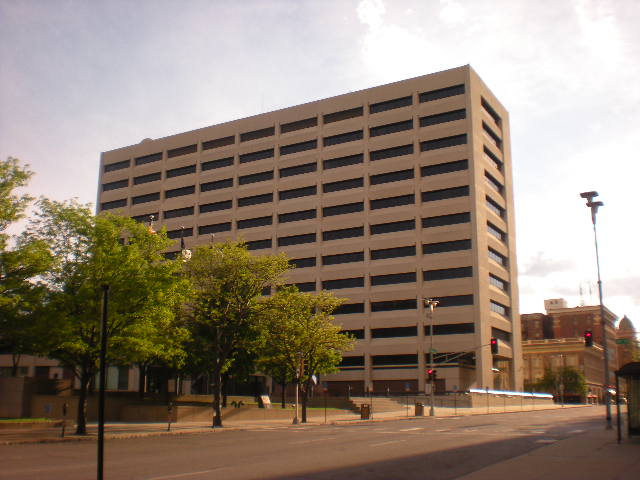
ダウンタウンに建つオマハ市庁舎

オマハは市長制を採っている。市長は市の行政の長であり、1956年に採択された市憲章の定めにより、市政府の7つの局（財務、法務、公園・レクリエーション・公共所有物、人事、都市計画、公共安全、公共事業）を管理・監督する。これら7局のうち、法務局の局長は文官から選出されるが、あとの6局については市長が各局長を任命する。市長の任期は4年で、全市からの投票で選出され、多選には特に制限は無い。オマハ市史上最も長く市長を務めたのは、8期、20年以上にわたって務めた「カウボーイ・ジム」ことジェームズ・ダールマンであった。ダールマンの任期中にはオマハでバーが繁盛したため、ダールマンは「全米で最も飲酒に寛容な市長」とみなされていた。ダールマンは当時オマハを牛耳っていたボス、トム・デニソンと近しかった。 また、ダールマンの任期中、市政府はそれまでの市長制から委員会制に移行した。1956年、市憲章の定めにより、市政府は市長制に戻った。
市の立法機関である市議会は7人の議員から成っている。7人の市議員は全員が市を7つに分けた小選挙区から1人ずつ選出され、その任期は4年である。市長は市議会の採択する条例に対して拒否権を持っているが、市議員5人以上が賛成（もしくは反対）の場合は、拒否権は無効となる。
オマハは連邦下院のネブラスカ第2選挙区に属している。ネブラスカ州の3つの選挙区はいずれも共和党が優勢であるものの、第2選挙区は都市部の選挙区ということもあって、州都リンカーンおよびオマハ・リンカーン両市郊外の属する第1選挙区や、農村部にあたる第3選挙区と比較して、共和党と民主党の勢力が拮抗している。1999年以降、ネブラスカ州は大統領選挙において、従来の「州全体の勝者が州の全選挙人を獲得する」方式から、州に割り当てられた選挙人のうち、下院選挙区ごとに選挙人を1人ずつ割り当て、残りを州全体の勝者が獲得する方式に移行しているが、2008年の大統領選挙戦では、バラク・オバマ陣営は州内最大、かつ最も多様性に富む都市であるオマハに着目し、第2選挙区の選挙人を獲得すべく、オマハ市内3ヶ所に選挙事務所を置き、15人のスタッフを配置した。民主党系の市長（当時）マイク・フェイヒーは、この選挙戦で、「このネブラスカ第2選挙区の選挙人をオバマに獲得させるためなら私は何でもする」と述べた。ネブラスカ州選出の民主党系元連邦上院議員ボブ・ケリー、および現職（当時）連邦上院議員ベン・ネルソンも、オマハの選挙戦ではオバマの応援に駆け付けた。この選挙では、オバマが第2選挙区の選挙人を獲得し、ネブラスカ州での選挙人獲得数はマケイン4、オバマ1となった。民主党候補がネブラスカ州で選挙人を獲得するのは、1964年のリンドン・ジョンソン以来、44年ぶりのことであった。

## 治安とギャンブル

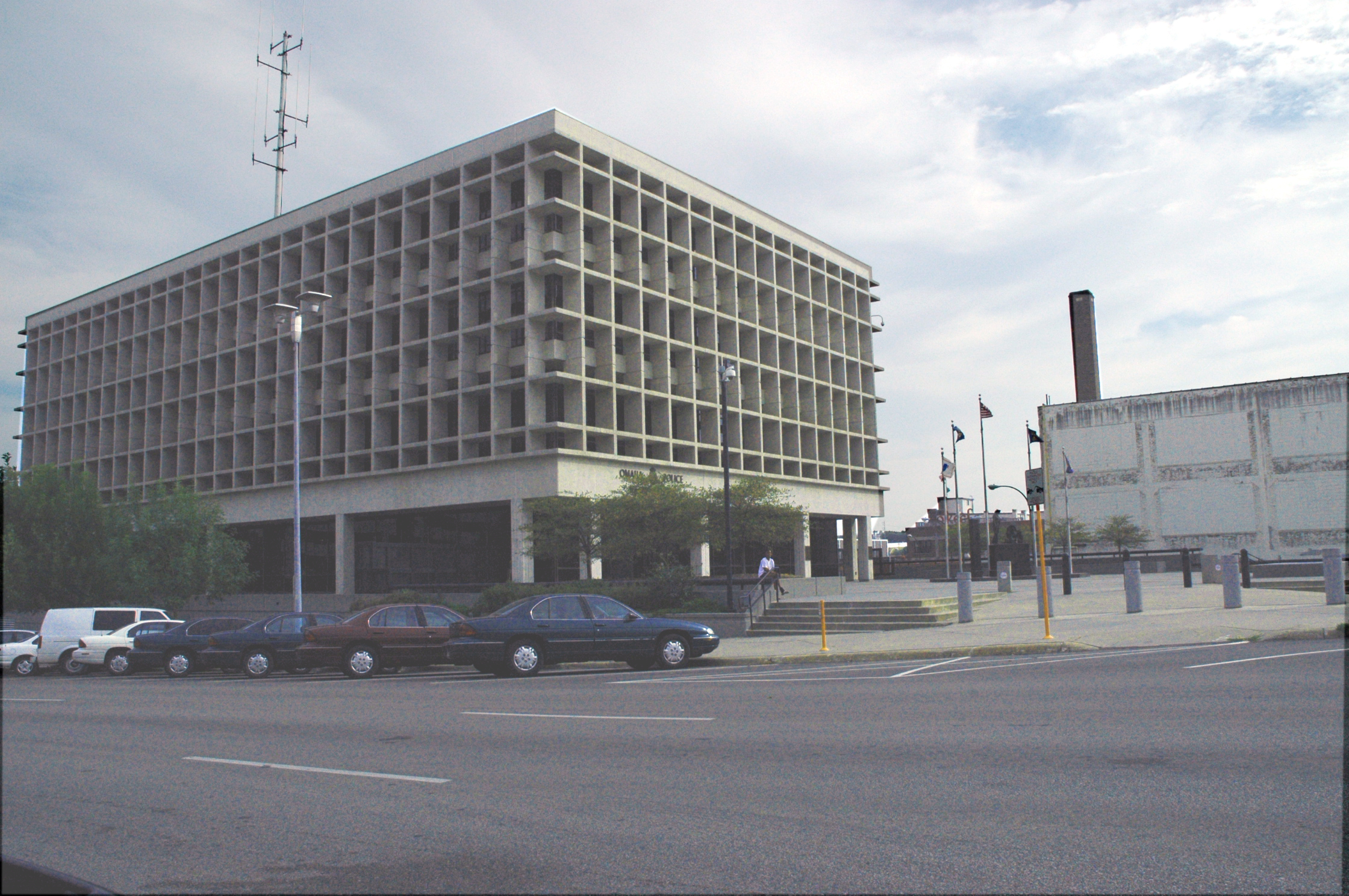
オマハ市警察本部

現代のオマハの治安は、全米平均よりはやや悪いものの、近隣の主要都市と比べると良い部類に入る。モーガン・クイットノー（CQプレス傘下）のデータによると、オマハはの治安はリンカーンやスーフォールズよりは悪いが、デンバーやデモインとはほぼ同程度で、ウィチタよりはやや良く、カンザスシティ（ミズーリ州側・カンザス州側とも）よりはかなり良い。
しかし、歴史上のオマハは治安の悪い街であった。1850年代に創設されてから1930年代までは、オマハはあらゆる類のギャンブルが事実上認められていた無法地帯であった。1930-70年代には、オマハのギャンブルはイタリア系犯罪集団に牛耳られていた。20世紀中盤には、オマハは違法ギャンブルや売春、麻薬取引の中心地となっていた。そこに人種間の緊張や失業、貧困が相まって、オマハの治安は悪化した。1986年にロサンゼルスのギャングがオマハに支部を設けると、オマハの暴力犯罪率は急上昇した。1990年代末から2000年代初頭にかけては、ギャングによる暴力犯罪や、オマハ市警察とアフリカ系住民のコミュニティとの間で起きた数々の事件によって、ノースオマハとサウスオマハのグループ間の関係が悪化した。それ以降では、主にサウスオマハに住むヒスパニック系住民が、貧困や新しい社会への適応、差別に苦しんでいる。
今日では、オマハにおけるギャンブルはキノ、宝くじおよびパリミュチュエル方式のもののみが認められており、カジノは違法とされている。一方、アイオワ州では一切のギャンブルが合法であり、カウンシルブラフスでもカジノが営業している。2008年、ネブラスカ州のポンカ族が、周囲をオマハ市域に囲まれた、アイオワ州の飛地になっているカーターレイクにインディアン・カジノを建設することを、全米インディアンカジノ委員会が承認すると、波紋を呼んだ。

## 経済

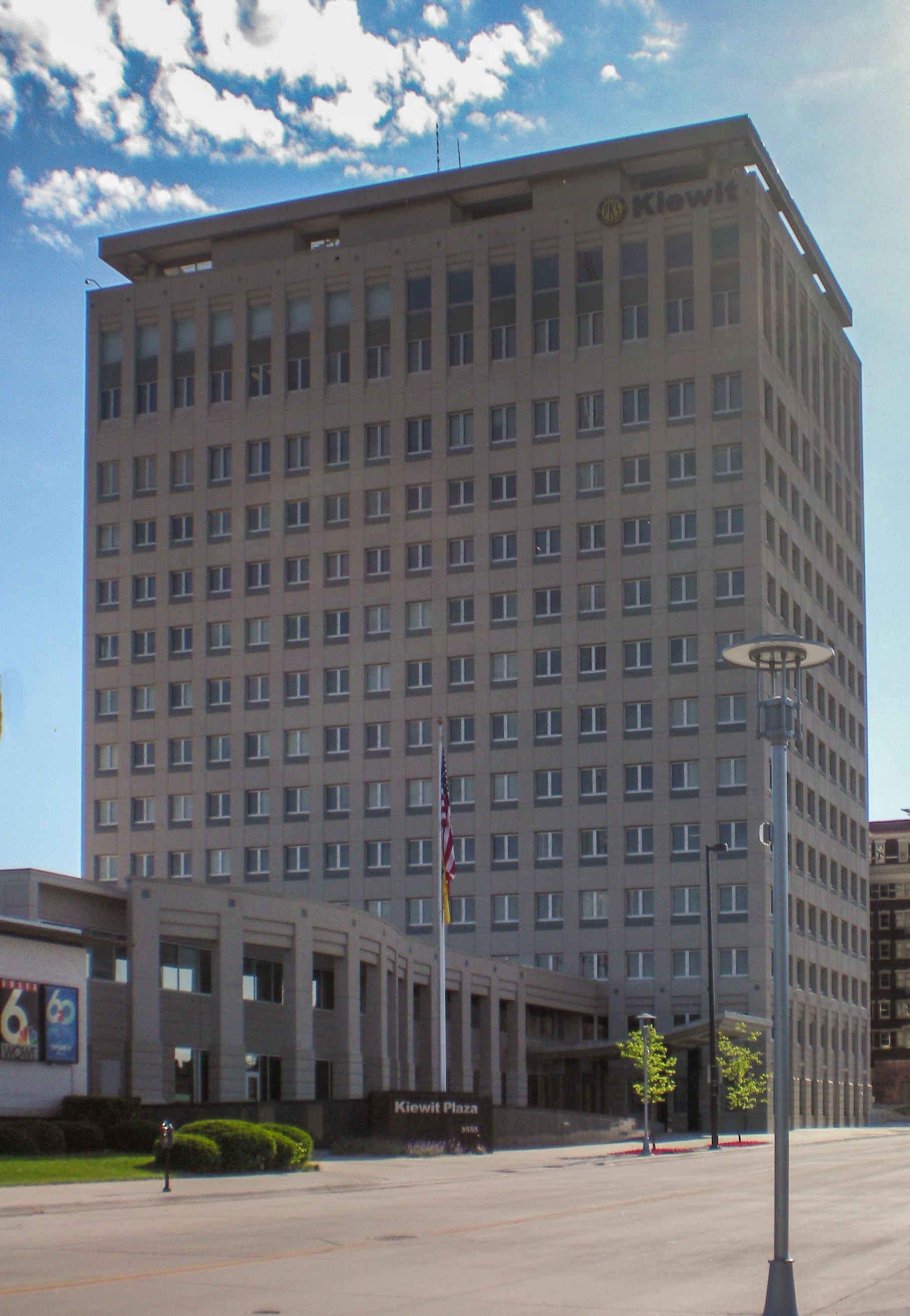
バークシャー・ハサウェイの本社が置かれているキューイット・プラザ

20世紀中盤までは鉄道と精肉業に支えられていたオマハの地域経済は、1990年代以降、銀行業、保険業、電気通信業、建設業など、多角化が進んできた。ニューズウィーク誌は2001年、ハイテク産業に最も適した全米10都市のうちの1つにオマハを挙げた。オマハでは、全米的な光ファイバーネットワーク網が6つ集まる。2016年のフォーブス誌の「ビジネスおよびキャリアに良い場所」ランキングでは、オマハは全米で対象200都市中46位、中西部では9位にランクされている。オマハにはフォーチュン500に入る企業が4社本社を置いている。
| オマハに本社を置くフォーチュン500企業 | オマハに本社を置くフォーチュン500企業 | オマハに本社を置くフォーチュン500企業 |
| 順位                                  | 企業名                                | 業種                                  |
| ------------------------------------- | ------------------------------------- | ------------------------------------- |
| 4                                     | バークシャー・ハサウェイ              | 持株会社                              |
| 129                                   | ユニオン・パシフィック鉄道            | 鉄道                                  |
| 314                                   | ピーター・キューイット・サンズ        | 建設                                  |
| 367                                   | オマハ相互保険                        | 保険                                  |

上表に挙げたもの以外で、オマハに本社を置く主な企業としては、世論調査・コンサルティング会社ギャラップのオペレーション本社や、証券ブローカーのTDアメリトレード、航空貨物のワーナー・エンタープライゼズ、バイオマスエタノール製造のグリーン・プレーンズ、電気通信のウェスト・コーポレーション、地元銀行のファースト・ナショナル・オブ・ネブラスカ等が挙げられる。
また、地域への雇用という観点では、これらの企業に加えて、オファット空軍基地や、アレジェント・ヘルス、メソジスト・ヘルス・センター、ネブラスカ・メディカル・センター、ネブラスカ大学メディカル・センターといったヘルスケア産業も重要である。

## 交通

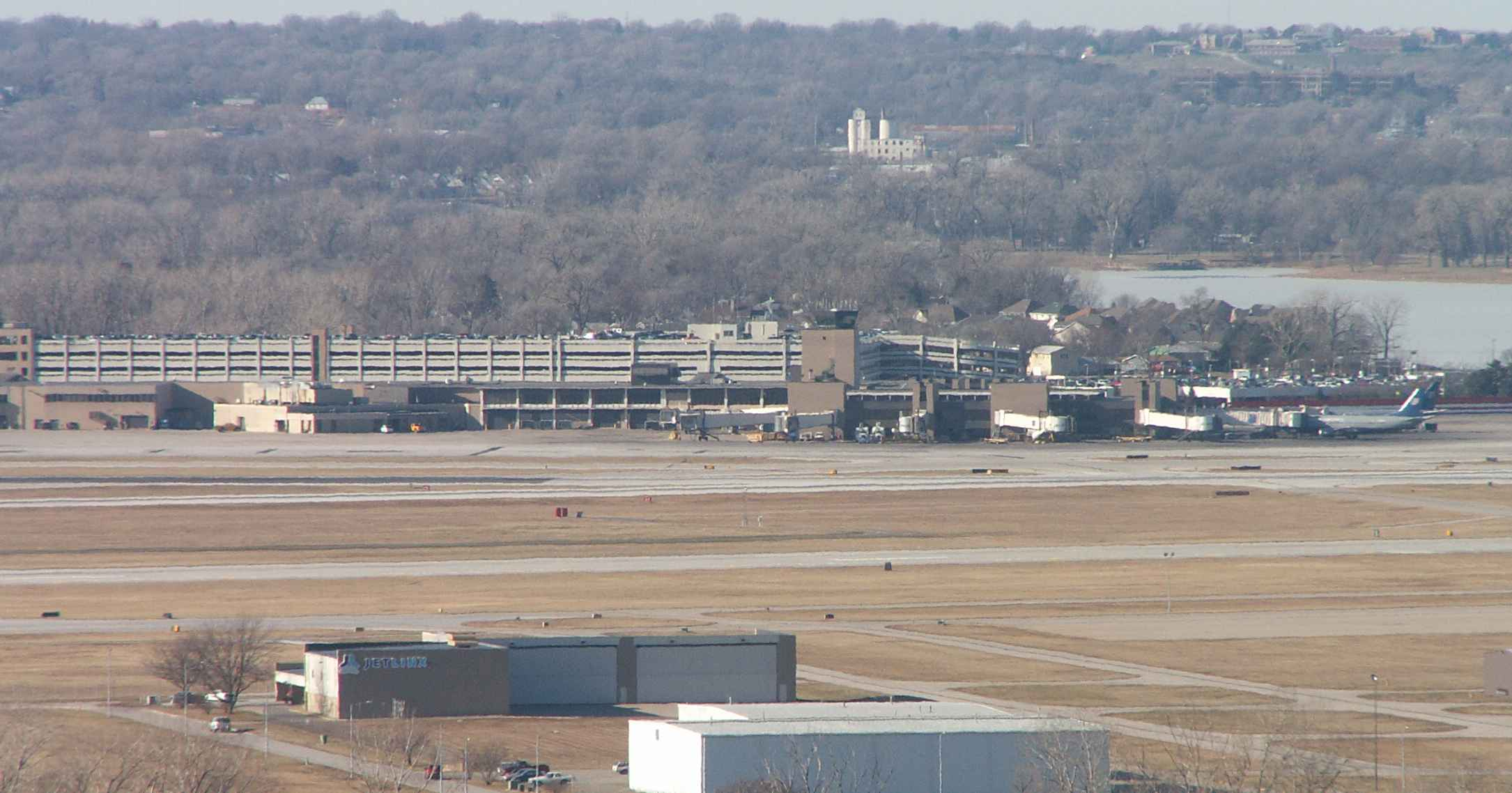
エプリー・エアフィールド

オマハの玄関口となる商業空港は、ダウンタウンの北東約5.5km、イーストオマハ地区に立地するエプリー・エアフィールド（IATA: OMA）である。同空港には主要航空会社がそれぞれのハブ空港からの便を発着させており、22都市（26空港）に年中運航の直行便がある。

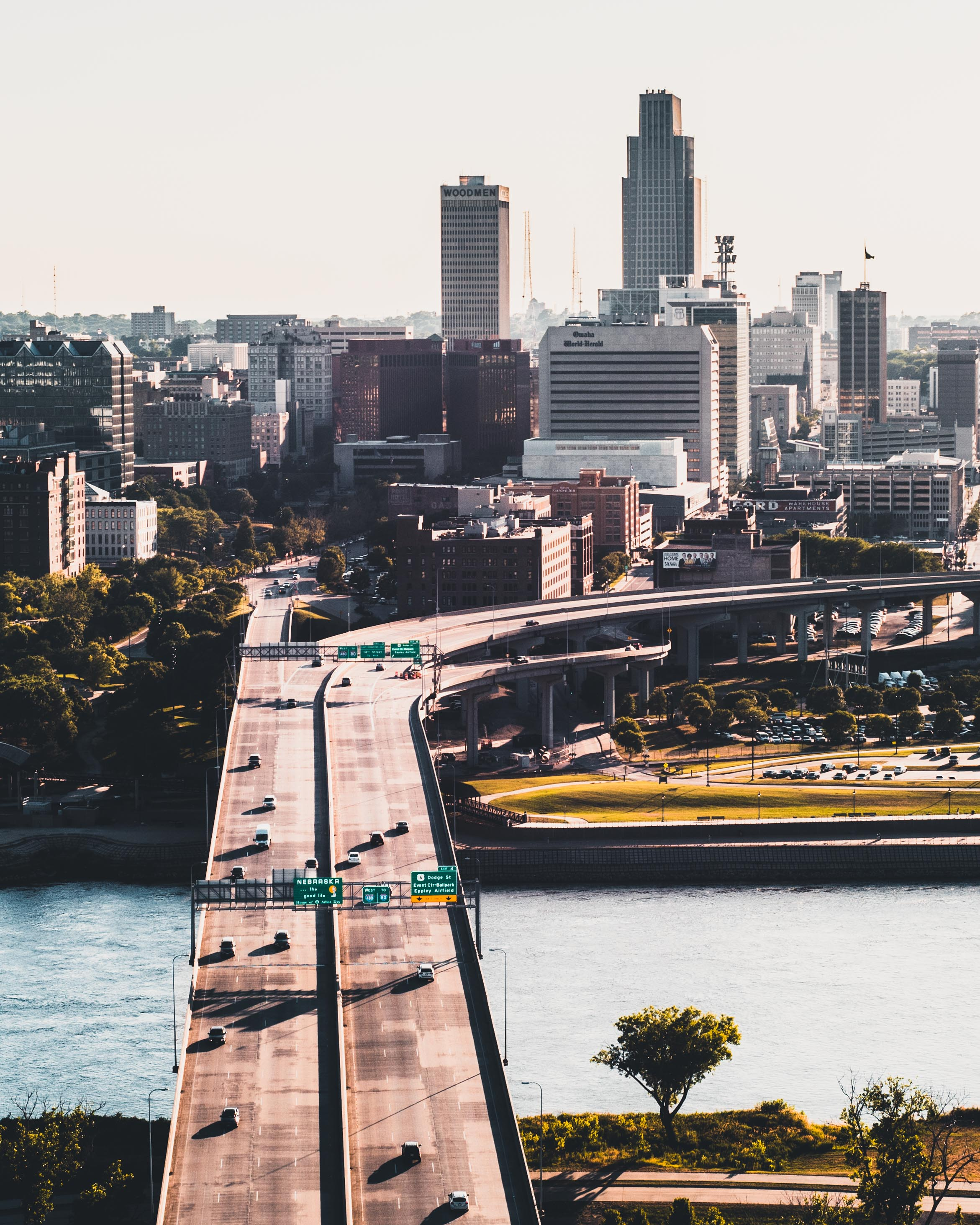
ダウンタウンへと入るI-480

州間高速道路I-80は市南部を東西に通っている。I-80はニューヨーク都市圏からサンフランシスコ市内まで大陸を横断する幹線で、ネブラスカ州においては唯一の一級州間高速道路である。このI-80の支線であるI-480はダウンタウンを取り囲むように、その北と西を通っている。I-480の北西端からは北へ、国道75号線がノースオマハ地区まで高速道路になっている。もう1本の支線であるI-680は、市の北端と西部を通っており、オマハの外郭環状線になっている。I-680以西のウェスト・ドッジ・ロード（国道6号線・州道288号線）および国道275号線は、オマハとフリーモントとを結ぶ高速道路になっている。I-29はオマハ市域はおろか、ネブラスカ州域すら通過していないが、カウンシルブラフスでI-80と交わっており、オマハ都市圏から南へはカンザスシティ方面へ、北へはスーシティ・スーフォールズ・ファーゴ方面へと通じている。

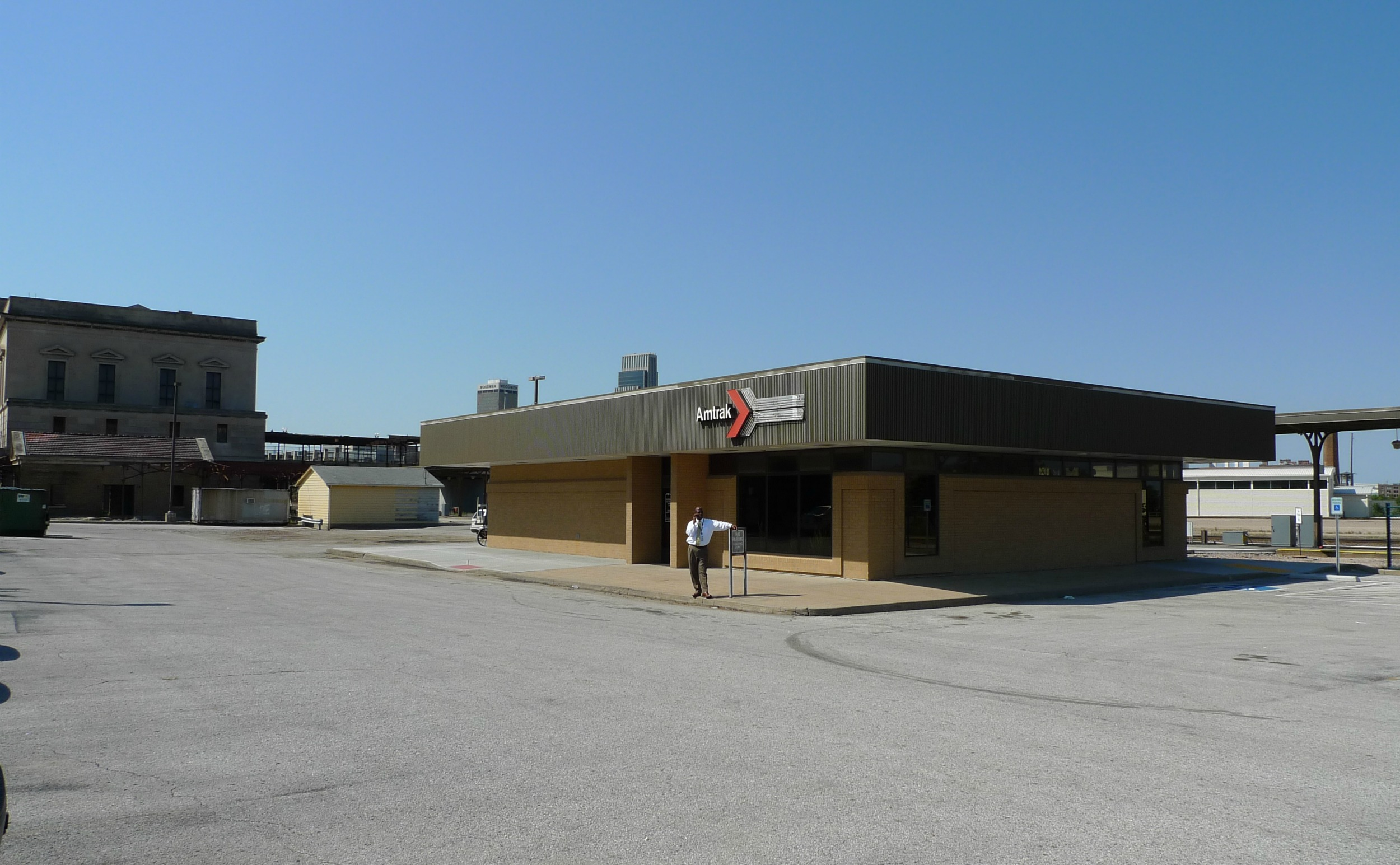
アムトラックのオマハ駅。写真左はバーリントン鉄道駅。

オマハは大陸横断鉄道の起点となり、アメリカ合衆国の交通史上重要な位置を占めたことから、「西部への玄関口」と呼ばれた。当時の大統領エイブラハム・リンカーンの大統領令では、ユニオン・パシフィック鉄道の起点はカウンシルブラフスとされたが、実際に建設の起点となったのはオマハであった。ミズーリ川に橋が架けられ、カウンシルブラフス以東とオマハ以西の鉄道がつながったのは1872年のことであった。20世紀中盤には、オマハには主要な鉄道のほとんどが通った。20世紀後半に入ると州間高速道路網の整備が進み、鉄道の街であったオマハにおいても自動車が陸路交通の主役となっていったが、ユニオン・パシフィック鉄道駅は1971年に、バーリントン鉄道駅は1974年にそれぞれ国家歴史登録財に登録され、さらに1996年にはこれらの駅を含む地区全体がオマハ鉄道商業歴史地区として国家歴史登録財に登録され、その栄華の歴史を現代に伝えている。バーリントン鉄道駅の隣には、1983年にアムトラックが建てた新駅舎があり、シカゴとサンフランシスコ（実際はその対岸にあるエメリービル駅）とを結ぶ長距離列車カリフォルニア・ゼファー号が.シカゴ方面、デンバー・ソルトレイクシティ・エメリービル方面とも、1日1便停車する。
ダウンタウンの南、オールド・マーケットの南東端、アムトラック駅の北には、グレイハウンドと提携しているバーリントン・トレイルウェイズのバスターミナルがある。このバスターミナルには、同社のシカゴ方面やデンバー方面へのバスの他、ジェファーソン・ラインズのカンザスシティ方面やスーフォールズ方面へのバスや、エクスプレス・アローのデンバー方面や州内のフリーモント・コロンバス・ノーフォークへのバスが発着する。また、メガバスは2017年1月にガソリン価格の低下による需要の低迷を理由にシカゴ・オマハ間の便を廃止したものの、同年3月にウィンザー・ラインズ社との提携により、リンカーンまで延伸して復活させた。この便は1日1往復で、オマハのほか、デモイン、アイオワシティ、およびモリーンに停車する。
市内の公共交通機関としては、オマハ市交通局の運営する、メトロ・トランジットという路線バスが運行されている。この路線バス網は28系統を有し、オマハ市内のほか、カウンシルブラフスや南郊のベルビューもカバーしている。

## 教育

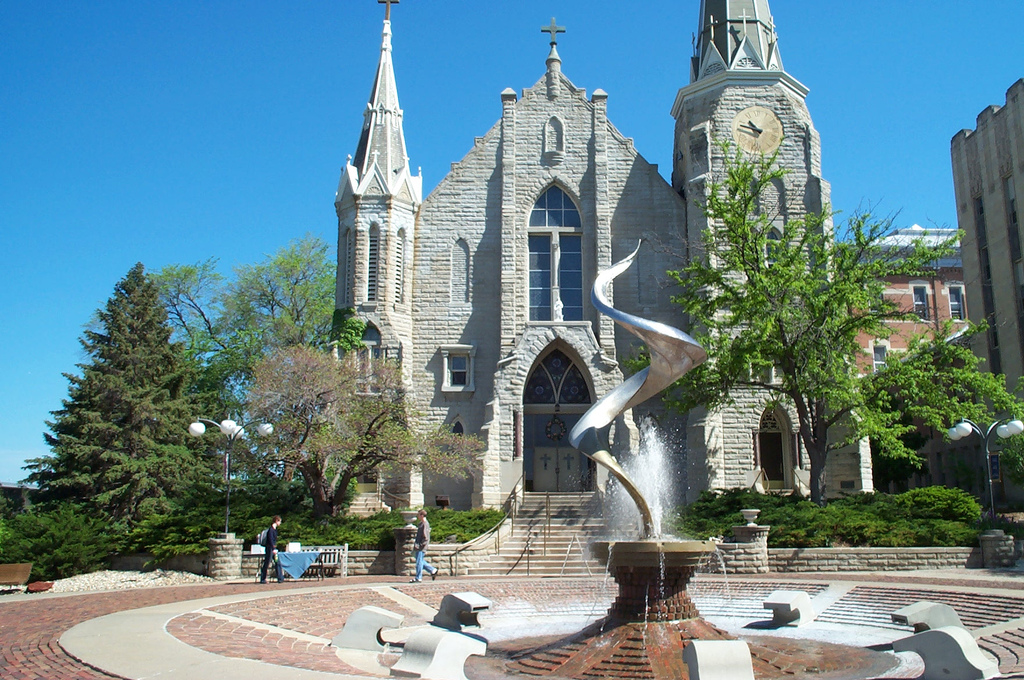
クレイトン大学

クレイトン大学はダウンタウンの北西、I-480と国道75号線の交わるジャンクションの北東角に132エーカー（534,000m2）のキャンパスを構えている。同学は1878年に創立したカトリック（イエズス会）系の中規模私立総合大学で、教養学部、経営学部、看護学部、歯学部、法学部、医学部、薬学部の7学部と大学院を有し、約8,000人の学生を抱えている。また、同学のスポーツチーム、ブルージェイズはNCAAディビジョンIのビッグ・イースト・カンファレンスに所属し、男子6種目、女子8種目で競っている。クレイトン大学は、USニューズ&ワールド・レポートの大学ランキングでは、全米の総合大学の中で100位前後の評価を受けている。また、同学は日本のイエズス会系大学である上智大学と交換留学協定を結んでいる。

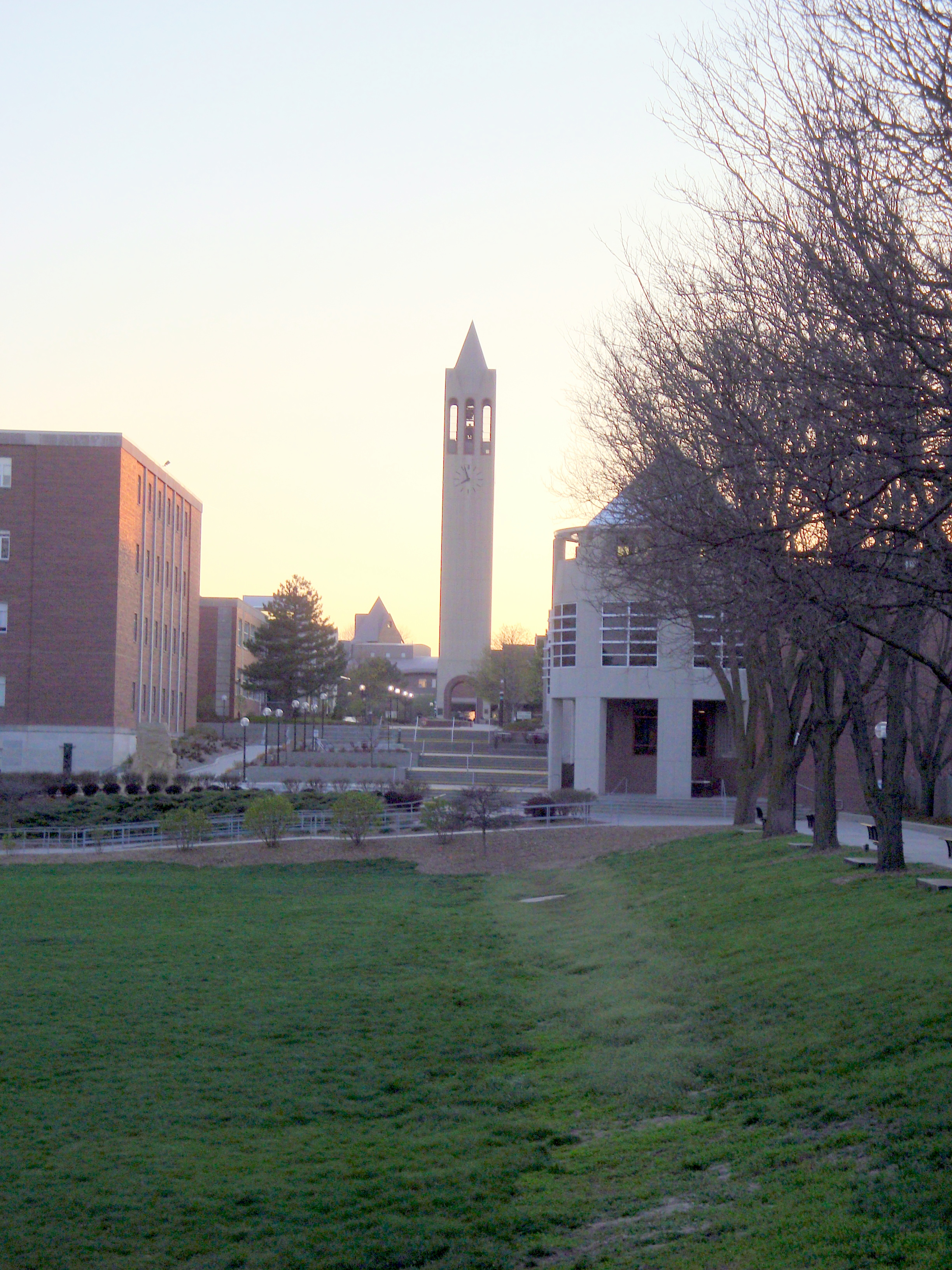
ネブラスカ大学オマハ校

ネブラスカ大学オマハ校はダウンタウンの西約6.5km、セントラルオマハのドッジ・ストリート沿い南側にキャンパスを構える。同校はリンカーンの本校やカーニー校とともにネブラスカ大学システムを成す州立総合大学である。同校は教養学部、経営学部、教育学部、コミュニケーション・芸術・メディア学部、情報科学技術学部、行政・コミュニティサービス学部の6学部と大学院、200以上の専攻プログラムを有し、約15,000人の学生を抱えている。同校のスポーツチーム、マーベリックスはNCAAディビジョンIのサミット・リーグに所属しており、男子6種目、女子9種目で競っている。
このネブラスカ大学オマハ校のキャンパスから東へ約2.5km、ミッドタウンには、ネブラスカ大学の医学部が置かれている、ネブラスカ大学医療センターが立地する。同学は特にプライマリ・ケアに力を入れており、USニューズ&ワールド・レポートの医学校ランキングでは、プライマリ・ケア部門で全米25位以内に入る評価を受けている。
この他、オマハ市内には、以下の大学がキャンパスを置いている。
- クラークソン・カレッジ（Clarkson College） - 聖公会系私立大学。ミッドタウンにキャンパスを置く。1888年創立。ネブラスカ大学医療センターと提携し、医療関連分野の教育に特化している。
- カレッジ・オブ・セント・メアリー（College of Saint Mary） - カトリック系私立女子大学。セントラルオマハ南部、ネブラスカ大学オマハ校の南西にキャンパスを置く。1923年創立[145]。
- ネブラスカメソジスト大学（Nebraska Methodist College） - メソジスト系私立大学。セントラルオマハ西部、ネブラスカ大学オマハ校の西にキャンパスを置く。1891年創立。
- グレース大学（Grace University） - 聖書学校を起源とする私立大学。サウスオマハにキャンパスを置いていた。1943年創立[146]。2018年に閉鎖[147]

オマハにおけるK-12課程は、ネブラスカ州最大の学区であるオマハ公立学区をはじめ、ウェストオマハ地区をカバーするウェストサイド・コミュニティ学区、ミラード地区をカバーするミラード公立学区、およびエルクホーン地区をカバーするエルクホーン公立学区の管轄下にある公立学校によって主に支えられている。また、カトリックのオマハ大司教区は、管轄区域内に初等教育学校53校、中等教育学校17校を有し、19,000人の児童・生徒を抱えている。また、就学前教育から12年生までの一貫教育を行う、ネブラスカ州で唯一の私立小中高一貫校である、ブラウネル＝タルボット校もオマハに置かれている。

## 文化
オマハは文化の中心地でもある。オマハの歴史的・文化的名所の数々は、ボストン・グローブ紙や、ニューヨーク・タイムズ紙等でも取り上げられている。

### 美術館と博物館
ダウンタウンの南に立地するダーラム博物館は、1931年に建てられたユニオン・パシフィック鉄道駅を改装し、博物館に転用したものである。同館は古いコインや古文書、トランスミシシッピ国際博覧会に関する事物など、オマハの歴史に関する事物を常設展示している。また、同館はスミソニアン協会の提携博物館ともなっている。

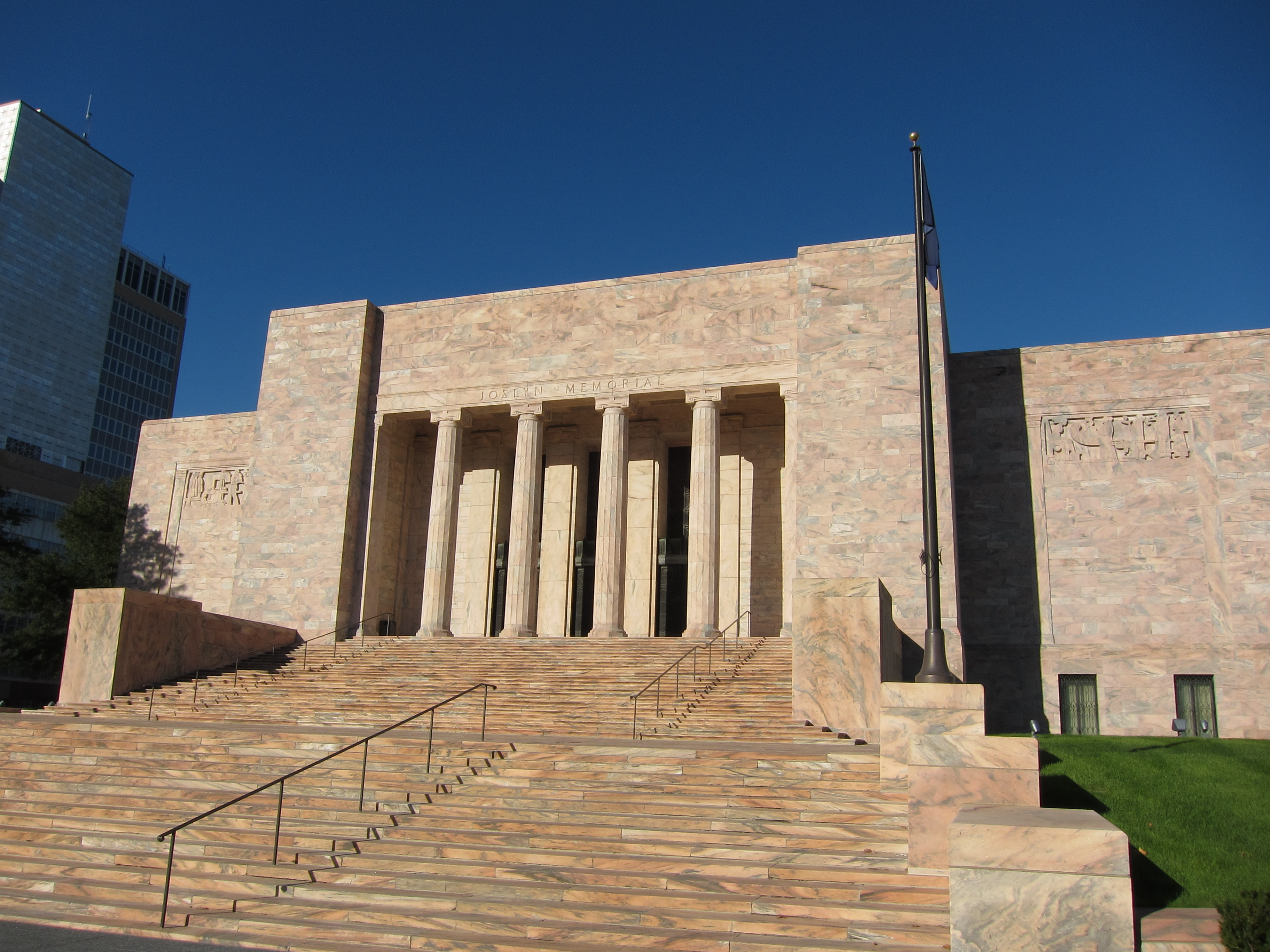
ジョスリン美術館

ジョスリン美術館はダウンタウン北西部、クレイトン大学のキャンパスに程近いドッジ・ストリートと24thストリートの北東角に立地している。このアール・デコ様式の美術館は、オマハで財を成したジョージ・ジョスリンの死後、未亡人サラの寄贈により、1931年に開館したものである。同館の収蔵品は古代から現代に至るまで11,000点に及ぶが、その中でも特に、古代ギリシアの陶芸作品や、ルネサンス・バロック期の作品、19世紀のフランスの絵画作品、印象派の作品、ネイティブ・アメリカンの作品、および西部を題材とした作品に力を入れている。また、屋外の庭園では彫刻作品を展示している。
ノースダウンタウンの13thストリートとマイク・ファイー・ストリートの角には、面積32,500平方フィート（3,020m2）を誇る、全米最大級の壁画である Fertile Ground （肥沃な大地）が描かれている。エナジーシステムズ社の建物の東側および北側の壁面に描かれたこの壁画は、フィラデルフィアの壁画家メグ・サリスマンが2008年6月から1年かけて手がけたもので、オマハの過去・現在・未来が描かれている。この壁画の制作にあたっては、キューイット・サンズ社がオマハの地域社会への還元としてその製作費を負担し、また日本出身・オマハ在住の陶芸家、金子潤らが設立したベミス現代芸術センターがコンサルティングおよびプロジェクトマネジメントを請け負った。

### 音楽・舞台芸術

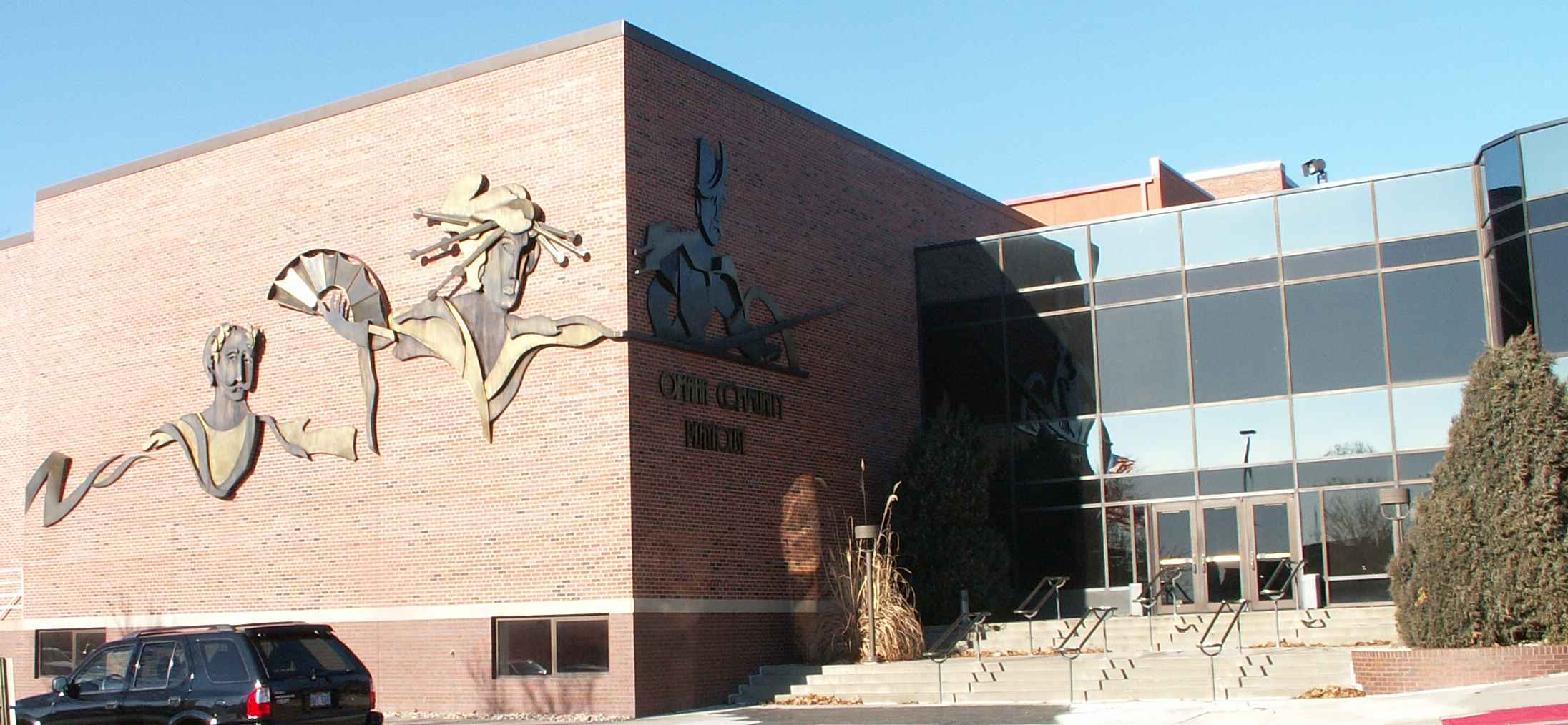
オマハ・コミュニティ・プレイハウス

セントラルオマハのカス・ストリートと69thストリートの南西角にはオマハ・コミュニティ・プレイハウスが立地する。オマハ・コミュニティ・プレイハウスは全米最大のコミュニティ・シアターである。この劇場は1924年に開場し、当時20歳で舞台に立ったヘンリー・フォンダやドロシー・マクガイアらを輩出した。

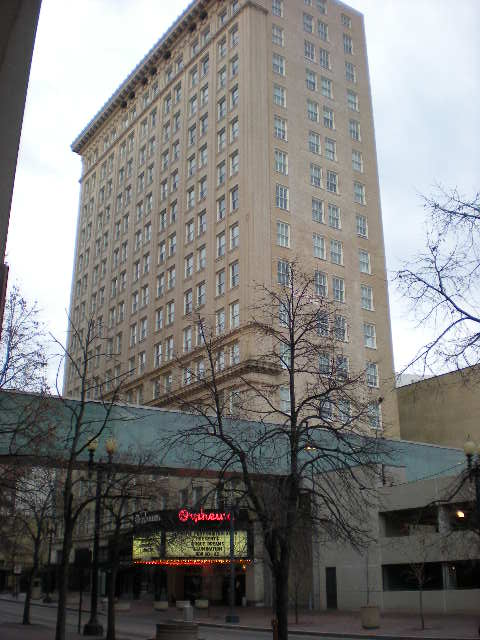
オルフェウム・シアター

ダウンタウンのオールド・マーケットの西には、1910年に建てられたオマハ最初の高層ビルである、シティ・ナショナル・バンク・ビルディング（オルフェウム・タワーとも呼ばれる）の1階にはオルフェウム・シアターが立地する。この劇場は、もともとは1927年にこのビルに入ったボードビル用の劇場であった。現在では、この劇場はオペラ・オマハの本拠地になっている。シティ・ナショナル・バンク・ビルディングおよびオルフェウム・シアターは、1973年に国家歴史登録財に登録された。

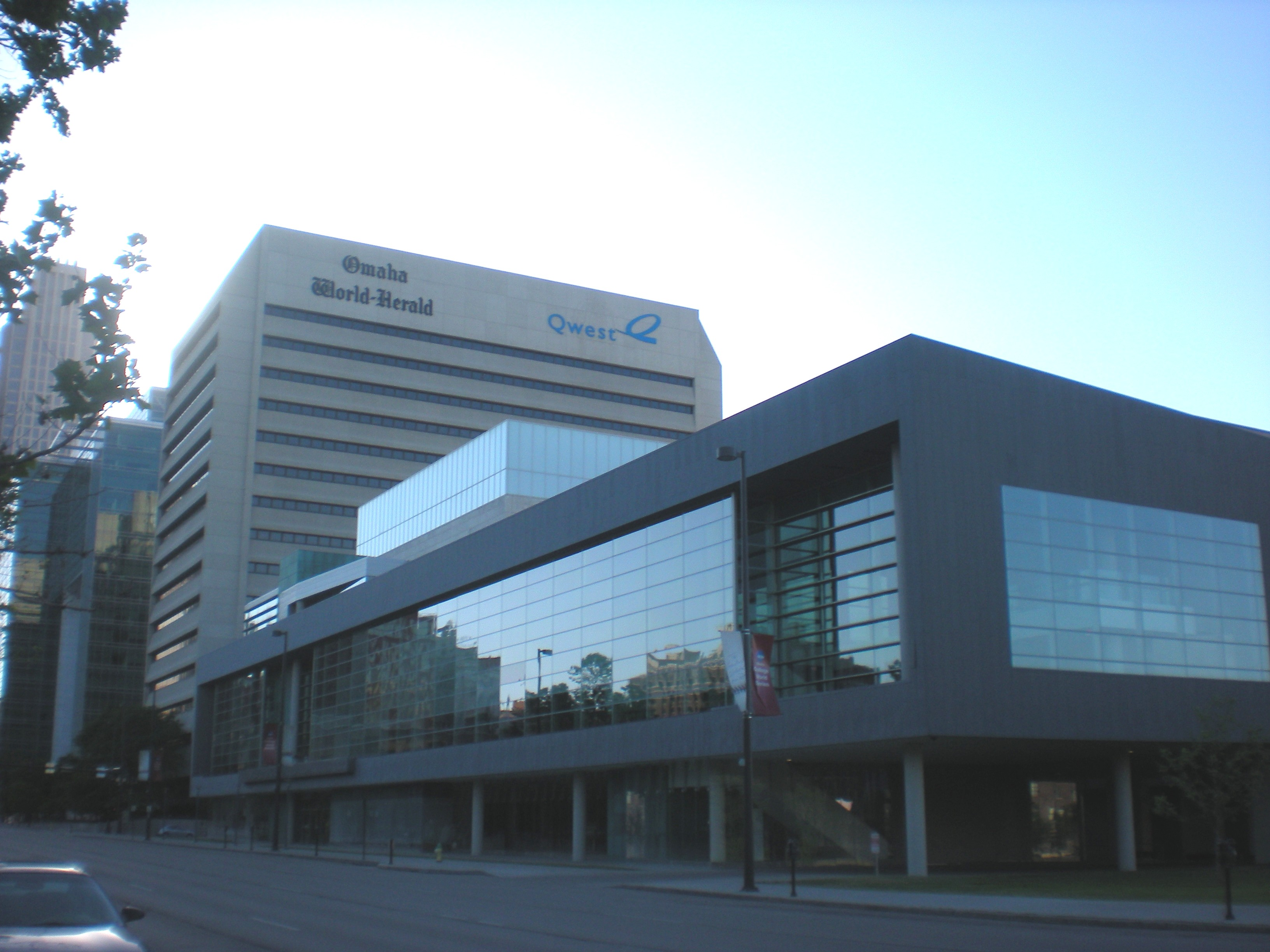
ホランド・パフォーミング・アーツ・センター

このオルフェウム・シアターから北東へ3ブロック、ジーン・レイヒー・モールの北側には、近代的なホランド・パフォーミング・アーツ・センターが立地している。同センターは2,000席のコンサートホール、400席のコンサートホール、および1,000人まで収容可能な中庭を備えている。オマハのオーケストラ、オマハ交響楽団はこのホランド・パフォーミング・アーツ・センターを本拠地としている。
歴史的には前述の通り、1920年代頃以降、特にアフリカ系住民の多かったノースオマハを中心に、オマハはR&Bやジャズといった黒人音楽の中心地となっていた。アナ・メイ・ウィンバーン率いるコットン・クラブ・ボーイズやロイド・ハンター率いるセレネイダーズ等、音楽的影響を与えたビッグバンドが生まれ、また、後にロックンロールの先駆けとなり、エルヴィス・プレスリーにも影響を与えたワイノニー・ハリス、ジャズのアルト・サックスの大御所プレストン・ラブ、ドラマーのバディ・マイルズやルイージ・ウェイツといったミュージシャンを輩出した。

### スポーツ

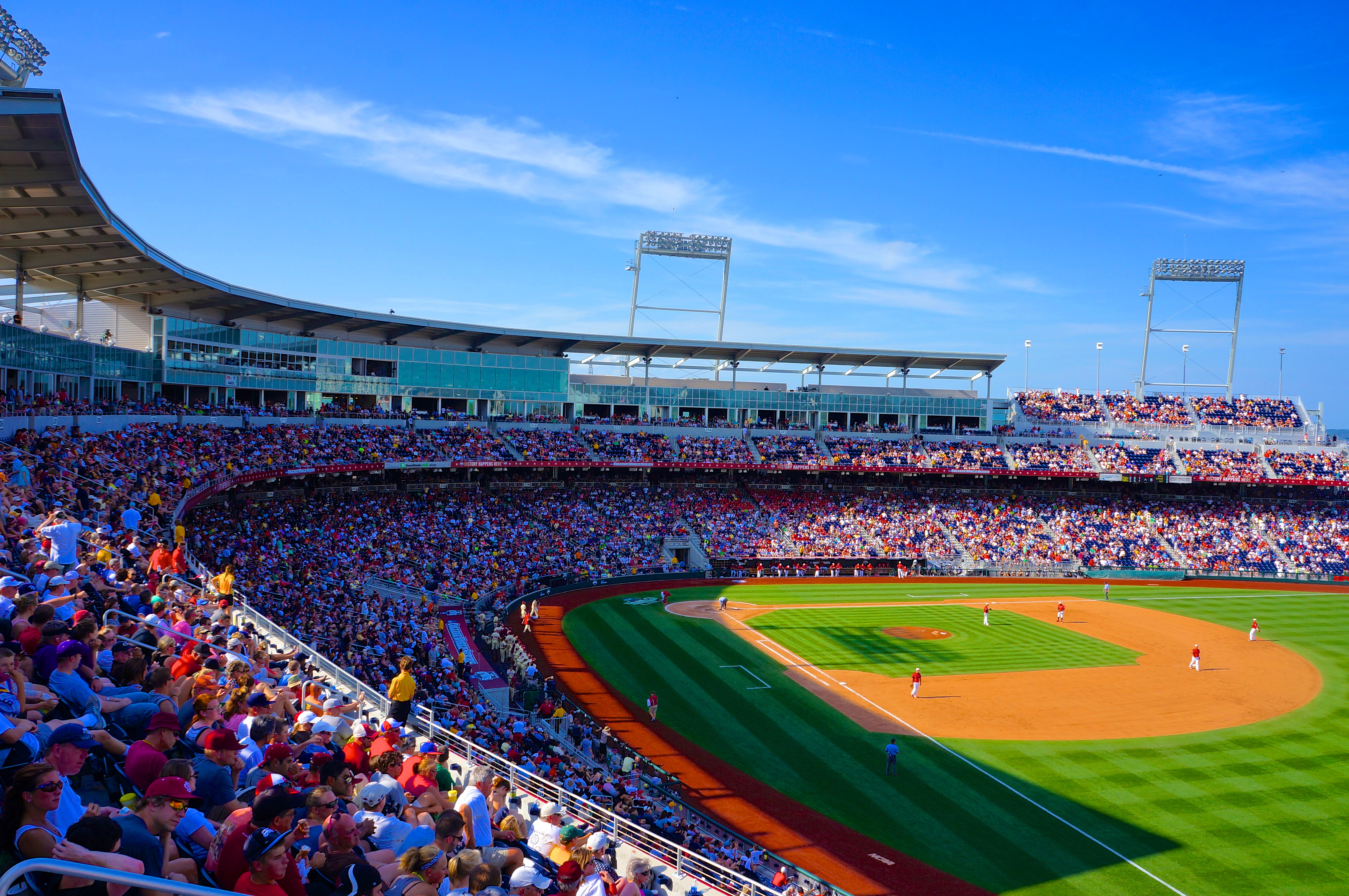
TDアメリトレード・パーク・オマハ

オマハには北米4大プロスポーツリーグのチームこそ置かれていないものの、下部リーグ等のチームはいくつか置かれている。野球のオマハ・ストームチェイサーズはカンザスシティ・ロイヤルズ傘下のAAA級マイナーリーグのチームで、トリプルAイースト（ミッドウエスト地区）に所属している。ランジェリー・フットボールのオマハ・ハートは、2013年のエクスパンションで創設されたチームである。アイスホッケーのオマハ・ランサーズは、ジュニア・アイスホッケー・リーグとしては最高峰のユナイテッド・ステーツ・ホッケー・リーグ（USHL）に所属しており、クラーク・カップ（NHLのスタンレー・カップに相当）を7度制し、NHLにも選手を輩出してきた強豪である。また、過去には、1972/73年-1974/75年の3シーズン、カンザスシティ・オマハ・キングス（現サクラメント・キングス）がカンザスシティ・オマハ両市を本拠地としてきた。
しかし、オマハはこれらのスポーツチーム以上に、毎年6月に行われるメンズ・カレッジ・ワールドシリーズの開催地として知られている。NCAAの野球の決勝トーナメントであるこの大会は、第4回大会である1950年からオマハで行われている。この大会は2010年まではオマハ市立スタジアム（後にローゼンブラット・スタジアムに改称）で、2011年からはノースダウンタウンに新たに完成したTDアメリトレード・パーク・オマハで行われている。また、TDアメリトレード・パーク・オマハは、クレイトン大学ブルージェイズの野球チームの本拠地にもなっている。
また、2008年、2012年、および2016年のオリンピック競泳アメリカ合衆国代表選考会は、センチュリーリンク・センター・オマハで行われた。この多目的アリーナは、クレイトン大学ブルージェイズの男子バスケットボールチームの本拠地にもなっているほか、コンサートや、バークシャー・ハサウェイの株主総会にも使われている。

### レクリエーション

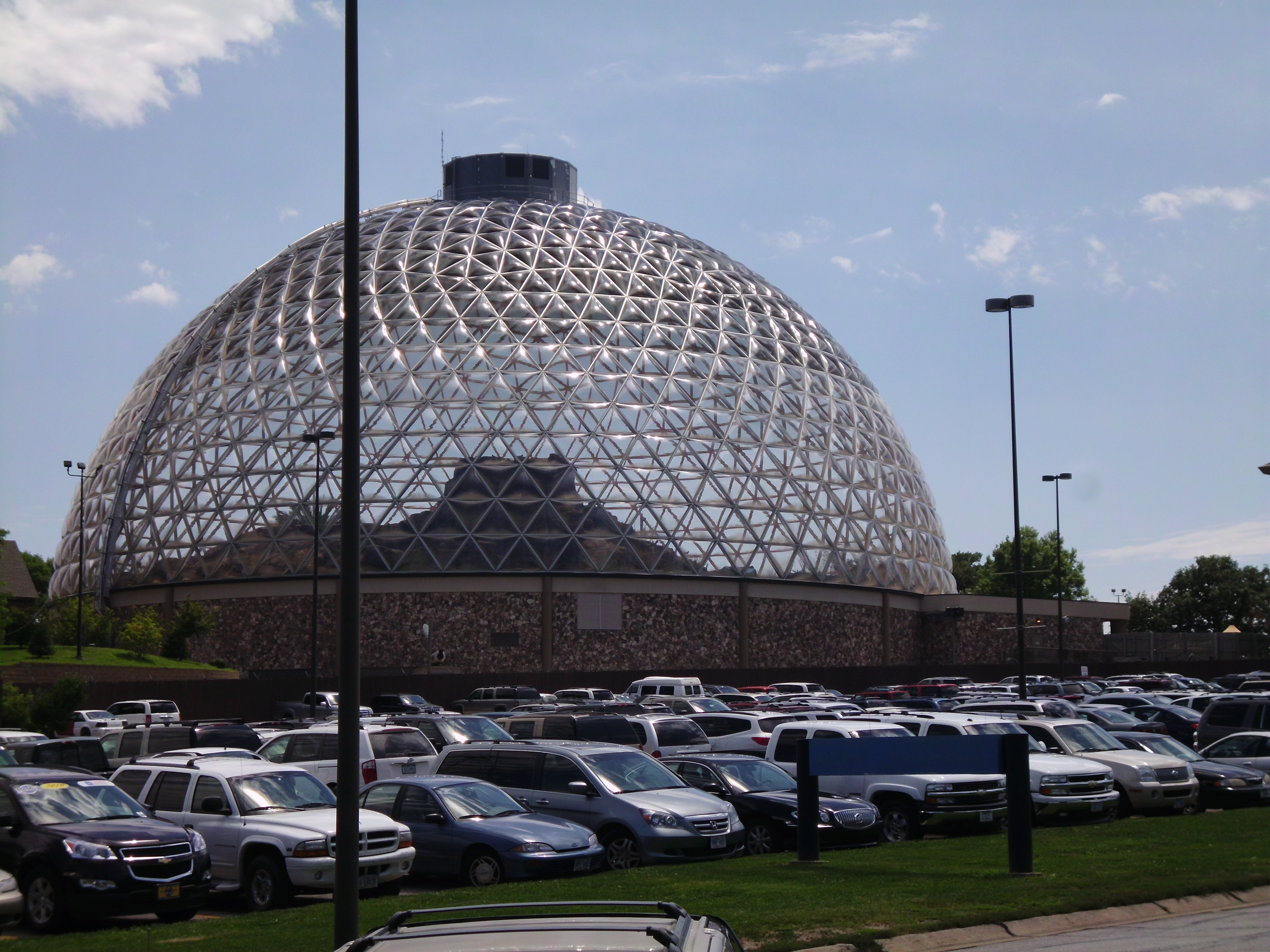
ヘンリー・ドーリー動物園の「砂漠ドーム」

サウスオマハに立地するヘンリー・ドーリー動物園は世界でも有数の動物園である。1894年にリバービュー・パーク動物園として開園した同園は、ワールド出版社長であったヘンリー・ドーリーの死後、1963年に未亡人マーガレットから750,000ドルの寄付を得て、その翌々年、1965年に創設したオマハ動物学協会の管理下に入ってから拡大を続け、現在の姿に至っている。130エーカー（526,000m2）の園内はアフリカ大陸の草原、マダガスカル島、オランウータンの森、ゴリラの谷など、10以上のテーマに分かれているが、中でも「砂漠ドーム」と「熱帯雨林」については、屋内の模擬環境としては北米最大級である。また、園内には水族館やIMAXシアターも併設されている。また、園東部の「ラグーン」では、1970年代にオマハの姉妹都市である静岡市から贈られた稚魚から成長・繁殖した錦鯉が飼育されている。
このヘンリー・ドーリー動物園からI-80を挟んで北東には、ローリッツェン・ガーデンズという植物園が立地している。100エーカー（405,000m2）の園内にはばら園、牡丹園、ハーブ園、野鳥のサンクチュアリ、温室等が設けられている。また、園内では2005年より日本庭園の造園が進められており、「駿府城門」や高さ377.6インチ（9.6m）の富士山のレプリカが第1フェーズとして完成した。2016年、静岡市はオマハとの姉妹都市提携50周年を記念して、この日本庭園の敷地内に、日本の伝統建築様式を用いた「駿府茶屋」を設置した。また、同園には、ユニオン・パシフィック鉄道がオマハや西部の発展に果たした役割を伝える、ケネフィック・パークが隣接している。

### 食文化

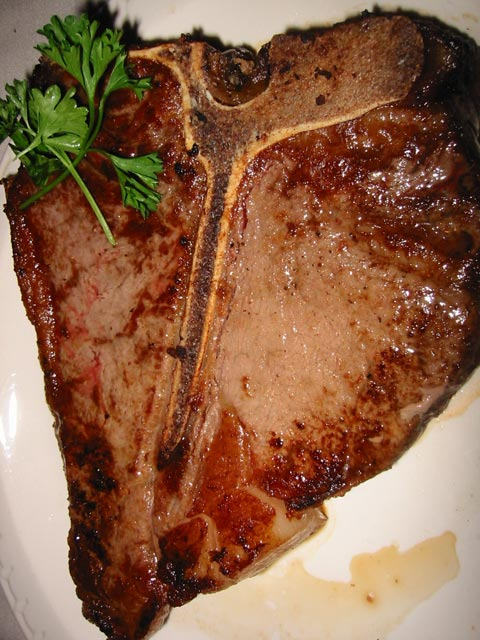
ゴラッツのTボーンステーキ

1880年代にユニオン・ストックヤードが設けられてから精肉業で発展し、1950年代後半の一時期にはシカゴをしのいで全米最大の精肉業の中心地にまでなったオマハの名物料理はビーフステーキである。オマハには数多くのステーキハウスがあるが、中でもミッドタウン南部で1944年に創業し、サーロインとテンダーロインの2つの部位がついた骨付き肉を焼いたTボーンステーキを看板メニューとするゴラッツは、ウォーレン・バフェットの最もお気に入りのステーキハウスとして知られている。
ルーベンサンドの起源には諸説あるが、そのうちの1つは、1925年にオマハの食料卸商人ルーベン・クラコフスキーが発明したというものである。やがてクラコフスキーのポーカー仲間で、市内のブラックストーン・ホテルのオーナーであるチャールズ・シンメルが、ホテルのメニューにこのルーベンサンドを加えた。その後1956年に、市内のローズボウル・レストランのシェフ、ファーン・スナイダーが、全米サンドイッチアイディアコンテストに、ライ麦パンにコンビーフ、ザワークラウト、およびスイスチーズを挟んだこのルーベンサンドを出品し、大賞を受賞した。すると、ルーベンサンドは一躍、全米にその名を知られるようになった、という。

### 宗教

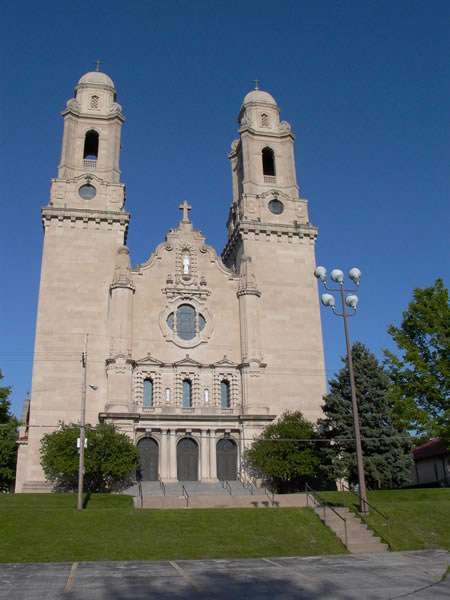
聖セシリア大聖堂

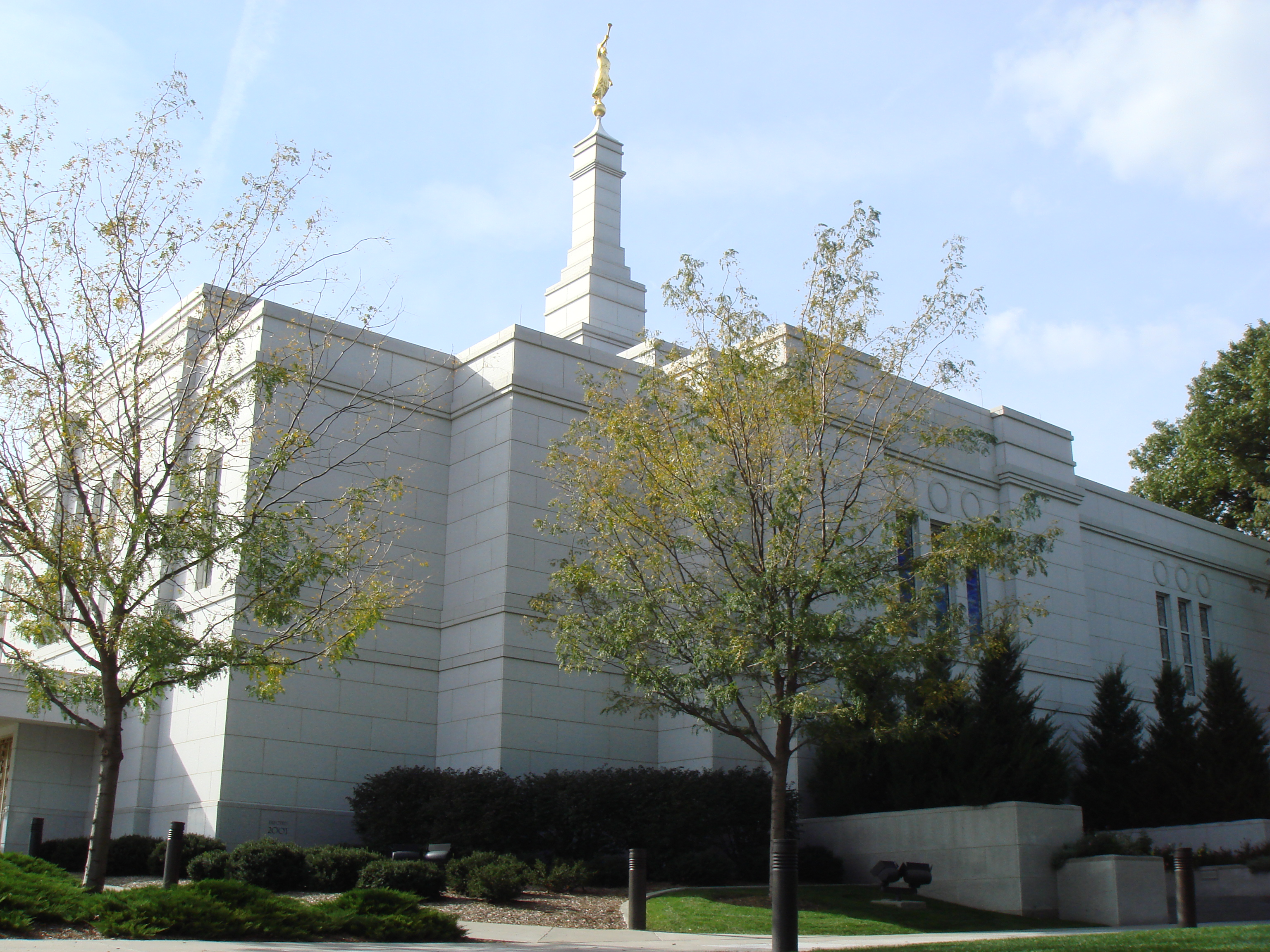
ウィンター・クォーターズ・ネブラスカ寺院

オマハにはその歴史的遺産を反映した、様々な宗教が存在する。キリスト教は市史初期の1856年にカトリックが聖メアリーズ教会を建てて以来、市の至る所に教会を建ててきた。1846年にこの地に宗教都市を創ったモルモン教は、ネブラスカ州唯一の寺院であるウィンター・クォーターズ・ネブラスカ寺院をノースオマハのフローレンス地区に置いている。ユダヤ系は1856年に、その多くが商人や実業家として入植し、その初期から正統派と改革派が共に、強力な会衆をこの地に確立しようとして活動しており、現在でも市内にいくつかのシナゴーグを置いている。
カトリックのオマハ大司教区はミッドタウンに立地する聖セシリア大聖堂を司教座聖堂としている。このスペイン・ルネサンス様式の大聖堂は1905年に建てられたもので、1979年に国家歴史登録財に登録されている。同教区は1885年にネブラスカ州およびワイオミング準州を管轄するオマハ司教区として創設されたが、その後シャイアン、リンカーン、カーニー（後にグランドアイランド）各司教区に分割され、それ以後は1945年の大司教区昇格後も含めて、州東部のプラット川以北を管轄区域としている。また、同教区は大司教区として教会管区を兼ねており、プラット川以南を管轄するリンカーン司教区、および州西部・中部のプラット川以北を管轄するグランドアイランド司教区を統括している。

## 人口動態

### 都市圏人口
オマハの都市圏、および広域都市圏を形成する各郡の人口は以下の通りである（2020年国勢調査）
オマハ・カウンシルブラフス都市圏
| 郡             | 州           | 人口      |
| -------------- | ------------ | --------- |
| ダグラス郡     | ネブラスカ州 | 584,526人 |
| サーピー郡     | ネブラスカ州 | 190,604人 |
| ポタワタミー郡 | アイオワ州   | 93,667人  |
| カス郡         | ネブラスカ州 | 26,598人  |
| ソーンダース郡 | ネブラスカ州 | 22,278人  |
| ワシントン郡   | ネブラスカ州 | 20,865人  |
| ハリソン郡     | アイオワ州   | 14,582人  |
| ミルズ郡       | アイオワ州   | 14,484人  |
| 合計           | 合計         | 967,604人 |

オマハ・カウンシルブラフス・フリーモント広域都市圏
| 都市圏/小都市圏                  | 郡                               | 州                               | 人口        |
| -------------------------------- | -------------------------------- | -------------------------------- | ----------- |
| オマハ・カウンシルブラフス都市圏 | オマハ・カウンシルブラフス都市圏 | オマハ・カウンシルブラフス都市圏 | 967,604人   |
| フリーモント小都市圏             | ドッジ郡                         | ネブラスカ州                     | 37,167人    |
| 合計                             | 合計                             | 合計                             | 1,004,771人 |

### 市域人口推移
以下にオマハ市における1860年から2020年までの人口推移をグラフおよび表で示す。
| 統計年 | 人口      | 順位 |
| ------ | --------- | ---- |
| 1860年 | 1,883人   | -    |
| 1870年 | 16,083人  | 91位 |
| 1880年 | 30,518人  | 63位 |
| 1890年 | 140,452人 | 21位 |
| 1900年 | 102,555人 | 35位 |
| 1910年 | 124,096人 | 41位 |
| 1920年 | 191,061人 | 34位 |
| 1930年 | 214,006人 | 39位 |
| 1940年 | 223,844人 | 39位 |
| 1950年 | 251,117人 | 40位 |
| 1960年 | 301,598人 | 42位 |
| 1970年 | 347,328人 | 41位 |
| 1980年 | 314,255人 | 48位 |
| 1990年 | 335,795人 | 48位 |
| 2000年 | 390,007人 | 44位 |
| 2010年 | 408,958人 | 42位 |
| 2020年 | 486,051人 | 39位 |

## 姉妹都市

2015年、静岡市との姉妹都市提携50周年を記念して、オマハが同市に贈った陶製のタヌキ像。同市駿河区の日本平動物園に設置。金子潤作。

オマハは以下6都市と姉妹都市提携を結んでいる。
- 静岡市（日本国 中部地方 静岡県）
- 煙台市（中華人民共和国 山東省）
- シャウレイ（リトアニア共和国 ジェマイティヤ地方 シャウレイ郡）
- ネース（アイルランド共和国 レンスター地方 キルデア県）
- ハラパ（メキシコ合衆国 ベラクルス州）
- ブラウンシュヴァイク（ドイツ連邦共和国 ニーダーザクセン州）